# القوات الجوية اليونانية
القوات الجوية اليونانية (بالإنجليزية: Hellenic Air Force)‏ (HAF) (اليونانية: Πολεμική Αεροπορία، Polemikí Aeroporía)، حرفيا «الطيران العسكري») هي القوة الجوية لدولة اليونان. ومهمة سلاح الجو اليوناني هي حراسة وحماية المجال الجوي اليوناني، وتقديم المساعدة والدعم الجوي للجيش والبحرية اليونانية، فضلا عن توفير المساعدات الإنسانية في اليونان وحول العالم. ويعمل في سلاح الجو اليوناني حوالي 33,000 جندي نشط.

## التاريخ

### التأسيس
في عام 1911، عينت الحكومة اليونانية متخصصين من الحكومة الفرنسية لتشكيل شركة الطيران اليونانية الخدمة. وأرسلت ست الضباط اليونانيين إلى فرنسا للتدريب، في حين أن الأربعة الأولى «فرمان» طائرات نوع كانت ordered.All الستة تخرج من مدرسة فرمان في Étampes بالقرب من باريس، ولكن أربعة فقط من خدم في وقت لاحق في مجال الطيران. كان أول طيار مدني اليوناني الذي نال رتبة عسكرية ايمانويل Argyropoulos، الذي وصل في IV.G. Nieuport "Alkyon" الطائرات، في 8 شباط، 1912.
وكانت أول طائرة عسكرية في 13 مايو عام 1912 من قبل Kamberos ديميتريوس اللفتنانت، وفي حزيران طار مع «ديدالوس»، وهو يعمل مسؤول الطيران للطائرات التي تم تحويلها إلى طائرة مائية، ووضع رقما قياسيا جديدا في العالم في معدل سرعة 110 كم/ ساعة (68 ميلا في الساعة) وأسس هيئة الطيران البحرية خلال شهر سبتمبر من العام نفسه أوفد الجيش اليوناني السرب الأول لشركة «الطيارين» (Λόχος Αεροπόρων).

### الحروب البلقانية، وبعد
في 5 أكتوبر، 1912، طار Kamberos المهمة القتالية الأولى، في رحلة استطلاعية فوق Thessaly.This كان في اليوم الأول من حروب البلقان، وخلال اليوم نفسه نقل جوا في مهمة مماثلة من جانب المرتزقة الألمانية في خدمة العثماني في الجبهة ضد تراقيا اليونانية Bulgarians.The وبعثة العثماني جوية خلال نفس اليوم هم أول قتال الطيران العسكري البعثات في war.As التقليدية واقع الأمر كل بلدان البلقان استخدام الطائرات العسكرية والمرتزقة الأجانب خلال حروب البلقان. وشهدت 24 يناير 1913 أول مهمة بحرية حرب التعاون في جميع أنحاء العالم، التي وقعت فوق مضيق الدردنيل. توجه الملازم أول مايكل Moutoussis والراية Moraitinis Aristeidis بمساعدة من Velos المدمرة، والطائرة المائية فرمان موريس ووضعت مخططا لمواقف الأسطول التركي، ضد الذي ألقوا أربع قنابل. هذا لم يكن أول من الجو إلى سطح قصف في التاريخ العسكري كما كان هناك سابقة في الحرب الإيطالية التركية من عام 1911، لكن أول هجوم يسجل ضد السفن من الجو.
في البداية، عمل في الجيش اليونانية والهيلينية البحرية الملكية منفصلة جيش الطيران ووحدات الطيران البحري. خلال حروب البلقان، وكانت مختلف الفرنسي هنري موريس وأنواع الطائرات فرمان في الاستخدام. تأسست رسميا بحرية الطيران في عام 1914 من قبل CinC ثم من البحرية اليونانية والبريطانية الاميرال مارك كير. وشاركت وحدات الطيران اليوناني في الحرب العالمية الأولى والحملة آسيا الصغرى، ومجهزة من قبل الحلفاء مع مجموعة متنوعة من التصاميم الفرنسية والبريطانية.
في عام 1930، تأسست وزارة الطيران، ووضع سلاح الجو في الفرع الثالث للقوات المسلحة. تم دمج الجيش اليوناني الخدمات الجوية والبحرية اليونانية خدمات النقل الجوي في خدمة واحدة، وسلاح الجو اليوناني. في عام 1931 تم تأسيس الجوية اليونانية أكاديمية القوة، وIkaron Scholi (Σχολή Ικάρων).
في عام 1939، وضعت طلبية لشراء 24 طائرة مقاتلة مارسيل بلوخ MB.151، ولكن 9 فقط للطائرات وصلت اليونان، منذ اندلاع الحرب العالمية الثانية حالت دون استكمال الفرنسية من هذا الأمر. خدمت الطائرات في سرب السعي 24 (MD - مويرا Dioxis) من ثم الهيلينية سلاح الجو الملكي.

### الحرب العالمية الثانية والحرب الأهلية
خلال الحرب العالمية الثانية، على الرغم من التفوق العددي للغاية، عد سوى 79 طائرة ضد مقاتلي 380 والقاذفات المتاحة للايرونوتيكا ريجيا الإيطالية، [2] RHAF تمكنت بنجاح لمقاومة الغزو الإيطالي في عام 1940. في 2 نوفمبر 1940، اعترضت بريكو (19) 3 جبال الألب قسم جوليا بينما كانت تتوغل Pindos سلسلة جبال والانتقال لاحتلال Metsovo. في نفس اليوم، الثانية Lieutanand مارينوس Mitralexis، ويجري من الذخيرة، والتي تهدف الأنف من حقه P.24 PZL إلى ذيل النفاق Z1007bis العدو، وتحطيم الدفة وتوجيه الانتحاري خارج نطاق السيطرة. [3] في مارس 1941 واجهت الغزو الإيطالي بنجاح. خلال الحرب اليونانية والإيطالية أطلقت النار على الهواء الهيلينية قوة بانخفاض 64 طائرة للعدو (مؤكدة)، وادعى آخر 24. وفي أبريل 1941 غزا الجيش الألماني الألمانية اليونان لمساعدة حلفائها الإيطالية. دمر سلاح الجو تقريبا كامل للقوات الجوية اليونانية، وبعض الطائرات تمكن من الفرار في منطقة الشرق الأوسط. وكان الآس أعلى من سلاح الجو اليوناني اندرياس أنتونيو مع 5.5 الانتصارات. [3]

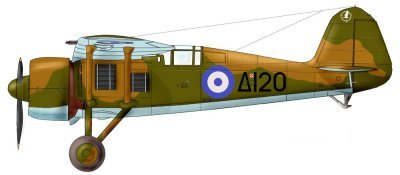
Drawing of a PZL P.24, the main Greek fighter in the الحرب اليونانية الإيطالية.

خمسة أفرو أنسون، واحد لا Dornier 22 وهرب ثلاثة أفرو 626. أعيد بناء الهيلينية الطيران تحت إشراف وزارة القوات الجوية ومقرها في القاهرة. وقد تم بناء ثلاثة أسراب اليونانية، التي كانت تعمل تحت قيادة سلاح الجو الملكي البريطاني. وكانت هذه الأسراب في قصف الضوء 13th سرب، مع Ansons أفرو، Blenheims بريستول وBaltimores مارتن، وأسراب المقاتلة 335 و336، مع هوكر إعصار أنا وIIS وأنواع العصبي الخامس. أخذت أسراب الهيلينية في منطقة الشرق الأوسط خلال مجموعة متنوعة من البعثات، مثل الدوريات قافلة، بحث المضادة للغواصات، ودوريات الهجوم والاستطلاع والهجمات، واعتراض طائرات العدو. في صيف 1943 شاركت أسراب اليونانية في الهجوم ضد الجيش الألماني الألمانية في جزيرة كريت. من مايو إلى نوفمبر 1944 واصلت أسراب اليونانية في إيطاليا. تعمل الطيارين اليوناني مع نجاح كبير. وكان اثنان من هؤلاء الطيارين الطيار موظف G. Tsotsos والرقيب D. Soufrillas الطيران العصبيون الفضل في اسقاط الألمانية يونكرز 88 المفجرين. فقدت سبعين رجلا. [4]
خلال الحرب العالمية الثانية الطيارين اليونانيين الذين كانت تحلق مع سلاح الجو الملكي البريطاني حقق العديد من الانتصارات. قتل قائد الجناح جون Agorastos Plagis بانخفاض 17 طائرة العدو على مالطا وأوروبا الغربية. كان الفضل الطيران اللفتنانت مايكل Vasilios Vassiliadis مع طائرات العدو 11.5 أنحاء أوروبا الغربية قبل ان يقتل في العمل في 15 مارس 1945 على ألمانيا. انضم ستيف Pisanos، وهو مهاجر إلى الولايات المتحدة الأمريكية في عام 1938، وهو سرب النسر من المتطوعين الأميركيين في سلاح الجو الملكي البريطاني وخاض أكثر من أوروبا الغربية. انضم إلى السلاح الجوي الأميركي في وقت لاحق وأخذت الولايات المتحدة على الجنسية لمواصلة القتال مع السرب نفسه، الآن جزءا من FG 4 السلاح الجوي الأميركي. حقق 10 انتصارات مع السلاح الجوي الأميركي بحلول عام 1944.
بعد التحرير في اليونان في عام 1944، عاد RHAF المنزل وبعد ذلك لعب دورا حاسما في الحرب الأهلية اليونانية، التي استمرت حتى عام 1949، وإعادة مجهزة العصبي مرقس التاسع والسادس عشر العصبي مر المقاتلين والمفجرين كيرتس Helldiver.

### في مرحلة ما بعد الحرب التطورات

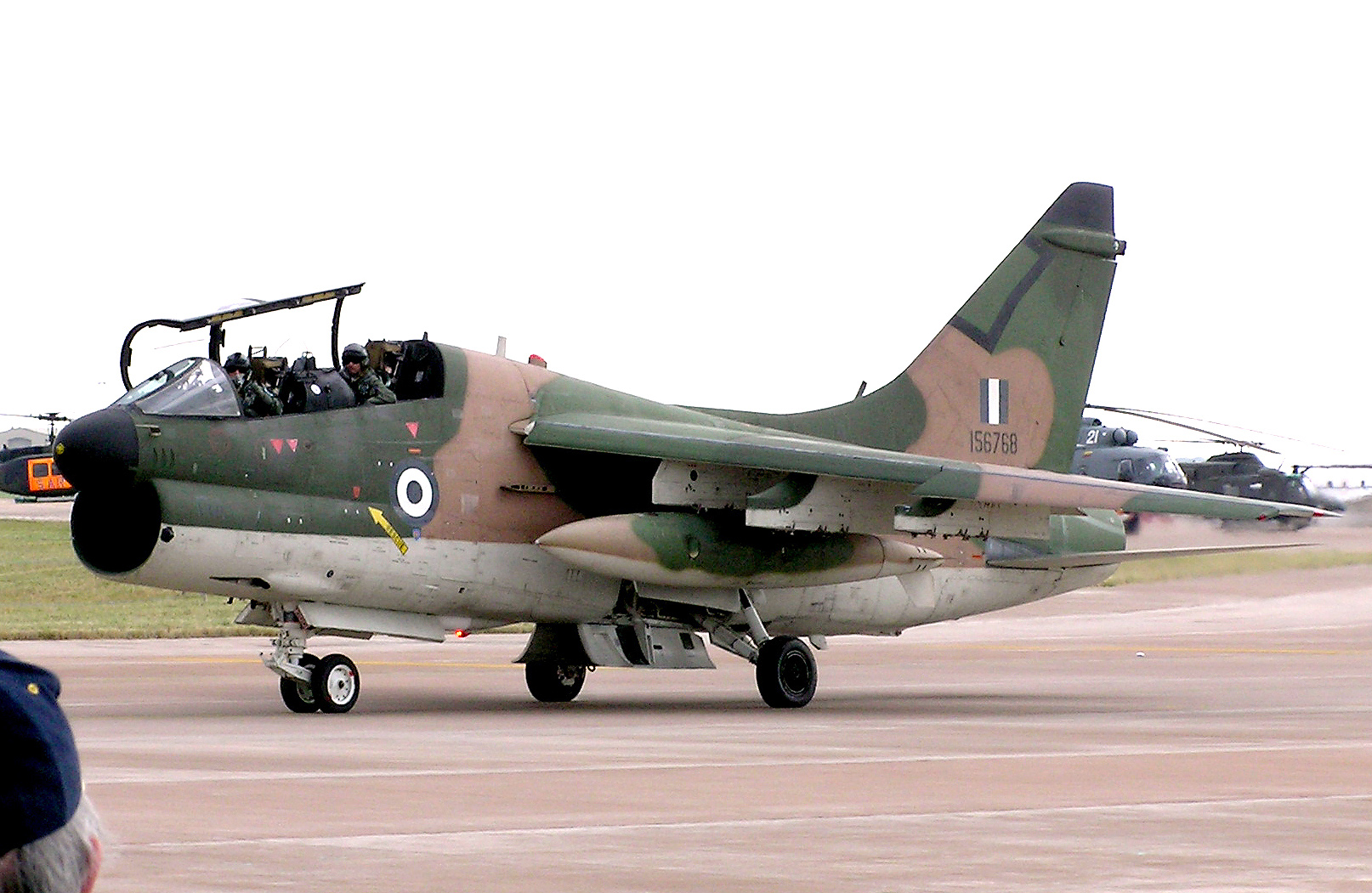
Hellenic Air Force TA-7H

بعد نهاية الحرب الأهلية اليونانية، في تشرين الثاني عام 1950، أرسلت اليونان من أجل مساعدة الأمم المتحدة، إلى كوريا الجنوبية سبع طائرات داكوتا C-47 من سرب طائرات النقل 13th. تشغيل الطائرات اليونانية في كوريا حتى مايو 1955. طار طيارات اليونانية الآلاف من البعثات حرب مثل عمليات الإجلاء الجوية، ووسائل النقل للموظفين، وأسرى الحرب وعلى كل نوع من المواد، قطرات من الإمدادات والذخيرة وجمع المعلومات.
في اليونان عام 1952 واعترف حلف شمال الأطلسي وأعيد بناء القوات الجوية وتنظيمها وفقا لمعايير منظمة حلف شمال الأطلسي، وذلك بمساعدة الولايات المتحدة. تم إدخال طائرات جديدة، بما في ذلك الطائرات، و.
كانت طائرة مقاتلة اعتراضية الأول في التصميم سينقل جوا من قبل القوات الجوية اليونانية في Thunderjet F-84G، قريبا لتحل محلها سيبر Canadair 2، تم تزويد حوالي 100 أمثلة خلال عامي 1954 و1955 بعد الترقية في خدمة المملكة المتحدة التالية مع الملكي القوات الجوية الكندية. وقدمت شركة لوكهيد T-33S إلى وحدات التدريب وبعض RT-33 لمهام الاستطلاع.
حلقت طائرات F-84F الجمهورية الأولى مع سلاح الجو اليوناني في عام 1955. تم تطوير Thunderstreak للتغلب على القيود المفروضة على الأسطح مباشرة على Thunderjet للطيران. كان RF-84F إصدار استطلاع من طراز F-84 Thunderstreak F. ظلت هذه الطائرة التشغيلية مع سرب الاستطلاع التكتيكي 348 من سلاح الجو اليوناني من عام 1956 إلى 29 مارس 1991.
في أواخر 1960s، اكتسب RHAF جديد من الطائرات النفاثة، التي خدمت جيدا منذ نحو 20 عاما. وكانت الطائرات الرئيسية التي دخلت الأسطول المصحف خلال هذه الفترة ستارفايتر F-104G وفي وقت لاحق، وخنجر Convair دلتا F-102 (في خدمة 1969-1975) وF-5 مقاتل الحرية.
في منتصف 1970s تم تحديث مزيد الجوية اليونانية قوة مع شحنات من أسطول شركة داسو ميراج F1CG، A-7H/TA-7H الثاني قرصان والدفعة الأولى من IIS فانتوم F-4E، إصدارات مطورة من الذي يخدم لا يزال اليوم.
أيضا في عام 1993، سلمت إلى القوات الجوية الأمريكية الجوية اليونانية A-7E/TA-7C 62 فرقة، وزيادة قدرة الهواء على سطح الأرض من المصحف. وكانت بعض 7S-A لا يزال في الخدمة اعتبارا من 2011 [التحديث] مع سلاح الجو اليوناني، في انتظار تسليم المقاتلين جيل 4.5. [5]

### التحديث

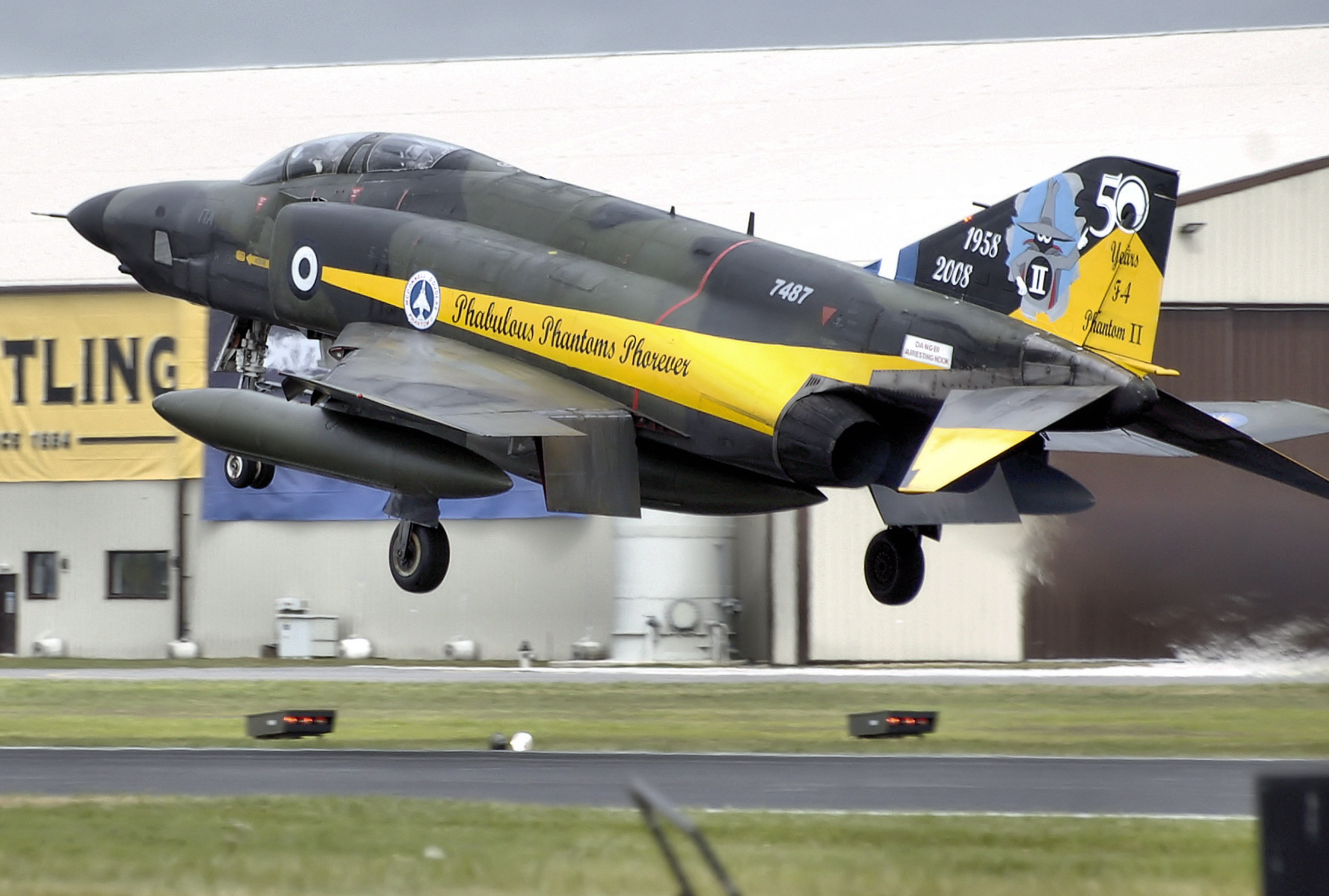
Hellenic Air Force RF-4E Phantom II, in a special color scheme, lands at RIAT 2008, UK

حتى أواخر 1980s القوات الجوية المنتشرة نايك، هرقل الصواريخ مسلحة برؤوس حربية نووية أمريكية. ونتيجة لذلك من اليونانية والتركية التوترات حول الغزو التركي عام 1974 في قبرص، أزالت الولايات المتحدة أسلحتها النووية من وحدات التنبيه اليونانية والتركية إلى تخزين. وشهدت اليونان هذا النحو خطوة أخرى موالية للالتركية من قبل حلف شمال الأطلسي وسحبت قواتها من هيكل القيادة العسكرية للناتو 1974-1980.
في مارس 1985 أعلنت الحكومة اليونانية لشراء 34 من طراز F-16C بلوك 30 و6 من طراز F-16D بلوك 30 في برنامج يسمى السلام زينيا أولا وفي الشهر نفسه اليونان أمرت 36 ذات المقعد الواحد و4 طائرات ميراج 2000EG مقعدين ميراج 2000BG ، كجزء من برنامج «تالوس» التحديث.
في عام 1989 قدمت أول الجيل الرابع من المقاتلين، معلنا بداية حقبة جديدة: تم تسليم أول طائرات ميراج 2000 على سبيل المثال / BG الطائرات إلى الجناح القتالي 114 في قاعدة سلاح الجو تناجرا ومجهزة الأسراب 331 و332. في يناير 1989 أول F-16C / D بلوك 30 وصلت إلى 111 في الجناح القتالية للقوات الجوية نيا قاعدة Anchialos وأحيلت إلى «الرعد» 330 و346 أسراب «جايسون» اعتراضية في قاعدة سلاح الجو لاريسا. [6] [7]
في 29 مارس، 1991، وتقاعد RF-84F من الخدمة بعد 34 عاما و7 أشهر من العمر التشغيلي. في نوفمبر عام 1992 تم تسليم أكثر RF-4Es إلى «العيون» 348 التكتيكي سرب الاستطلاع.
في عام 1993 بدأ السلام زينيا الثاني البرنامج. أمرت اليونان 32 من طراز F-16C و8 من طراز F-16S، بلوك 50 نسخة. تم تسليم أول 50 بلوك في 25 يوليو 1997. وتم تخصيص هذه الطائرات، ومجهزة نظام الملاحة والتصويب الليلي بالأشعة تحت الحمراء (LANTIRN) وجراب، فضلا عن استهداف AIM 120 امرام وصواريخ AGM-88 هارم، إلى «الآسات» 341 و347 «بيرسيوس» أسراب في قاعدة سلاح الجو Anchialos نيا.
المهمة الأساسية من 341 سرب طائرات «الآسات» هو قمع الدفاعات الجوية للعدو (SEAD). دور من 347 سرب طائرات «بيرسيوس» هو من الجو إلى الأرض البعثات.

### دخول القرن 21

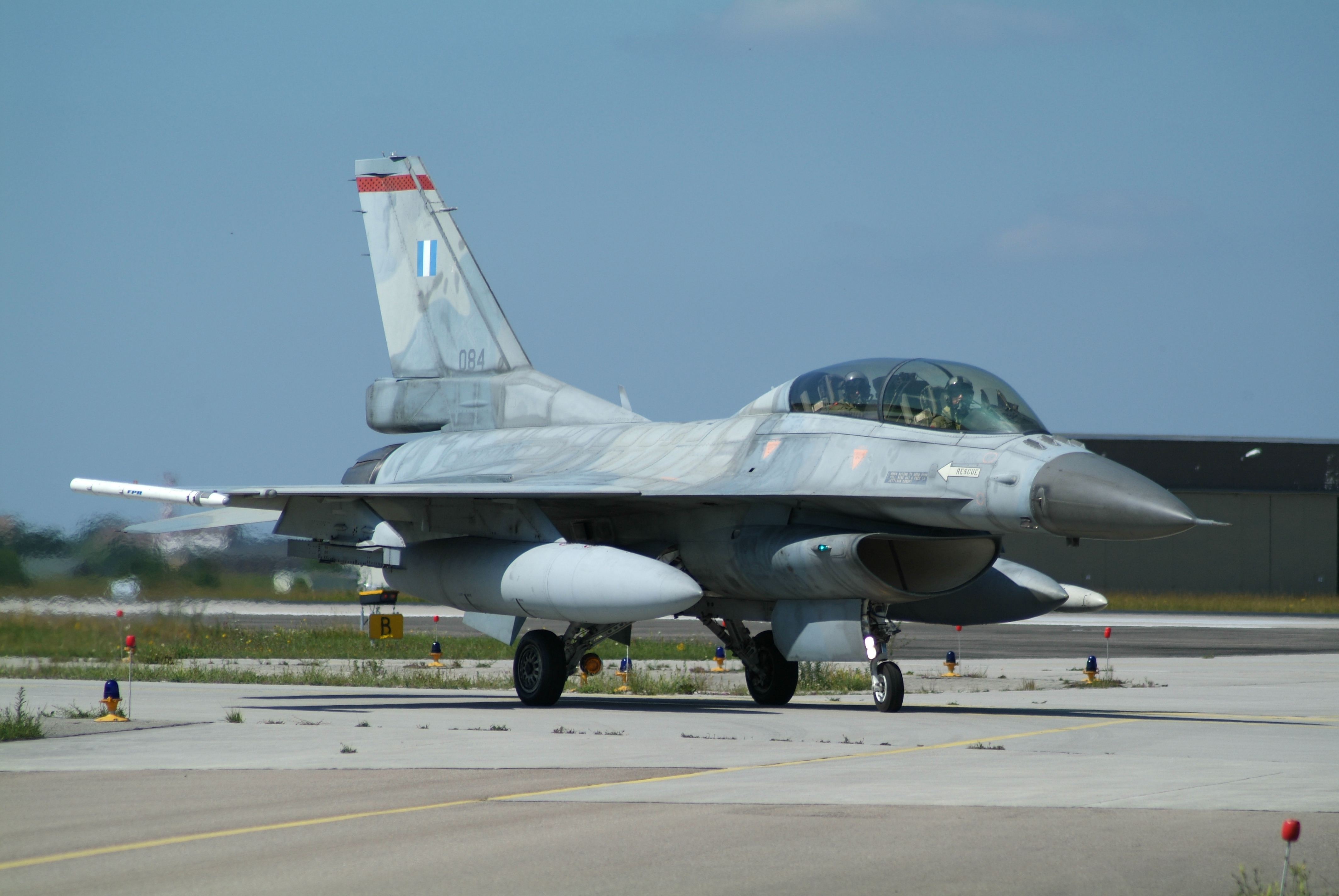
Greek F-16D

وشارك في اليونان «الأسلحة النووية تقاسم» منظمة حلف شمال الأطلسي حتى عام 2001، وذلك باستخدام A-7 قرصان IIS لنشر تكتيكية B61 الرؤوس الحربية النووية من القاعدة الجوية Araxos. اليونان ثم قررت استراتيجيا لازالة كل اسلحة نووية تحت تخزين في اليونان، ولم شراء طائرات أي أكثر مع القدرات النووية المتزايدة.
في عام 1998 قررت اليونان، وذلك بالتعاون مع صناعة الطيران والفضاء الألمانية (داسا) واليونانية صناعة الطيران والفضاء (MNG) لرفع مستوى 39 F-4E فانتوم IIS. بعد العديد من المشاكل، وتم تسليم أول طائرة في القاعدة الجوية Andravida، في ديسمبر 2002. هذه الطائرة، وهو ما يسمى "الأميرة من Andravida" (S / N 72-01523)، هي فريدة من نوعها لأنه لا يملك بندقية M61 فولكان المثبتة. وقد تم تجهيز هذه الطائرات ترقية مع رادار جديد AN/APQ-65 YG مماثل لهذا من الدبور F/A-18، مهمة السيطرة على جهاز الكمبيوتر، رئيس متابعة العرض، IFF المستجوب، عرض متعددة الوظائف وقادرة على حمل مجموعة كبيرة ومتنوعة من متقدمة من الجو إلى الجو والهواء وأرض أرض، بما في ذلك امرام AIM-120 (فقط-B طبعة)، وصواريخ AIM-9M، إدارة الدعم الادارى وجميع عائلة Paveway (الأول والثاني والثالث) وهي قنابل موجهة بالليزر. وتسمى هذه الطائرات F-4E ايكاروس للسلام 2000 (PI2000) أو F-4E فانتوم الثاني AUP (إلكترونيات الطيران برنامج ترقية) وتعمل مع "آريس" 338 و339 سرب سرب اياكس "ومقرها في قاعدة القوات الجوية في Andravida متعددة دور البعثات [8] في الآونة الأخيرة، وفقا إلى 338 سرب طواقم "آريس"، وقد تم التصديق على F-4E فانتوم الثاني PI2000 (AUP) لاستخدام القنابل Paveway GBU-27 الموجهة بالليزر الثالث، مما يجعل من طائرة سلاح منصة ممتازة وحديثة لتوجيه ضربات دقيقة.
دخول القرن 21، وقررت اليونان لشراء عدد كبير من الطائرات المقاتلة، لتحل محل غير ترقية F-4E الخيالات، وعدد من A-7 القراصنة، وأسطول من F1CGs ميراج.
في العام 2000 أمر اليونان 60 F-16C / D بلوك 52 + و15 ميراج 2000-5Mk.2. وكان النظام ل16S-F حوالي 50 ذات المقعد الواحد من الإصدار C و10 ذات مقعدين من النسخة D. كذلك، قررت اليونان لرفع مستوى 10 من 2000EGs لها ميراج القائمة على معايير 2000 5Mk.2 ميراج.
في سبتمبر 2004، بدأت اليونان أسطول 2000BG/EG ميراج الترقية إلى MK2 2000-5 القياسية وتم تنفيذ المشروع من قبل الشركة المصنعة للطيران شركة داسو الفرنسية والبنك المصري الأمريكي و. تم تسليم خمسة عشر طائرات جديدة. [9] ميراج 2000-5Mk.2 لديه رادار جديدة أكثر قوة، وتحسين الهواء لقدرات الأرض بما في ذلك صاروخ كروز فروة الرأس EG، نظام جديد لحماية الذات، جديد نظام الملاحة بالقصور الذاتي (INS)، وهو زجاج قمرة القيادة وجوي على قدرة التزود بالوقود جوا.
في عام 2005، وكانت اليونان هي أول بلد في جميع أنحاء العالم [10] إضافة إلى كتلة من طراز F-16 52 + إلى مخزونها. الخوذة المشتركة الخيالة هذا متقدمة نوع F-16 هو نسخة محسنة من بلوك 50 ويضم الرادار أكثر قوة، وخزانات وقود امتثالي لمدى أكبر العبارة، ونظم الاتصالات المتقدمة، محرك ترقية، نظام Cueing (JHMCS)، وقادر على carying أكثر تقدما الأسلحة، بما في ذلك الهواء IRIS-T لصاروخ جو. ثلاثة أسراب تعمل مع هذا النوع من طراز F-16S. هذه الأسراب هي 337 سرب "الشبح" لاريسا في القاعدة الجوية، و340 سرب "فوكس و343 سرب" ستار "في قاعدة جوية سودا. [11]
في عام 2005، أمرت الحكومة اليونانية 30 أكثر من طراز F-16C / D، و20 مقعد واحد و10 مقعد مزدوج. وتسمى هذه الطائرات من طراز F-16C / D بلوك 52 + المتقدمة، ولكن في سلاح الجو اليوناني والمعروفة باسم F-16 Block52M (نظرا لقوة الحوسبة محسنة لبعثة الكمبيوتر MMC). [12] الفروق بين كتلة العادي 52 + وكتلة 52 + المتقدمة، هي أن نسخة مطورة لديها، ونظام لينك للاتصالات 16، أكثر قوة الحاسوب مراقبة المهمة، اضافي عرض متعددة الوظائف مع خريطة الملاحة المنقولة ونظام متقدم لاستخلاص المعلومات والقدرة على تحمل الاستطلاع RECCE قرنة. تم تسليم أول طائرة لسلاح الجو اليوناني في مايو 2009 وأنها هي التي ترفع مع «النمر» 335 السرب في قاعدة جوية Araxos. [13] [14]

### خطط
وينبغي أن يرجع ذلك إلى التقاعد من الوحدات التي انتهت صلاحيتها التشغيلية (A-7E قرصان الثاني وF-4 فانتوم الثانية)، والمصحف يتطلع إلى الحصول على 4 جديد، جيل المقاتلين 4.5th أو 5 من أجل التوصل إلى العدد الكلي من 300 المتقدمة المقاتلين، وفقا للمجلس الأعلى للقوات الجوية «2007-2012 والتخطيط العملياتي» الدراسة التي نشرت في عام 2007. المرشحين للطائرات الجيل 4.5th أو 5 هي رافال داسو، والثاني F-35 البرق، F/A-18E/F سوبر هورنيت، من طراز ميج 35 وسوخوي سو 35. [15]
وطلبت اليونان مؤخرا حكومة الولايات المتحدة لتوفير قطع الغيار لدعم 16-F لها، E/RF-4E، C-130H / B، C-27J، T-6A / C، وغيرها من الطائرات مع أنظمة / نظم فرعية من أصل الولايات المتحدة . التكلفة المقدرة لهذه المساعدة هو 160 مليون دولار.

## سياسة
في سنواته الأولى، واعتبر سلاح الجو السياسي اليميني والملكيين، بل كانت تعرف باسم «سلاح الجو الملكي الهيلينية». ومع ذلك، أثبتت السلك لها ضابط ليكون أكثر من الناحية السياسية اليسارية للقوات المسلحة. خلال الحرب الأهلية اليونانية، ندد ضباط من الجيش اليوناني نظرائهم سلاح الجو ك «اليساريين» و«الشيوعيين»، واعتبرها غير مخلص وغير جدير بالثقة. [16] [التحقق اللازمة] في زمن النظام من العقداء، بمساعدة القوات الجوية تعرضوا للتعذيب الملك قسطنطين في countercoup له فشل من ديسمبر عام 1967، والعديد من جنرالات القوات الجوية الرائدة من قبل الرجال وكالة الفضاء الأوروبية من Ioannidis ديميتريوس. وكان سلاح الجو فقط ضابط التي كان لها دور كبير في النظام الدكتاتوري انطونيس Skarmaliorakis. بعد أندرياس باباندريو وحزبه الحركة الاشتراكية الهلينية (الباسوك) الحزب جاء إلى السلطة في عام 1981، منهيا هيمنة طويلة المحافظ في السياسة اليونانية، وضباط من القوة الجوية ثبت أن حلفاء باباندريو الأكثر حماسة في القوات المسلحة. ارتفع شخص أول مرة من سلاح الجو اندرياس عاد صالح، وفي عام 1984، وقال انه قدم سلاح الجو العام ورئيس هيئة الأركان العامة للدفاع الوطني اليوناني، لشغل هذا المنصب. في عام 1997، أشارت التقديرات إلى أن أكثر من نصف أعضاء السلك قوة ضابط الهواء من انصار حزب باسوك.

## التنظيم

### التنظيم الإداري
ويشرف على الهواء الهيلينية قوة من قبل وزارة الدفاع الوطني اليوناني، الذي هو رئيس الوزراء ديميتريس افراموبولوس. وبشكل أكثر تحديدا، ويشرف مباشرة المصحف من قبل هيئة الأركان العامة للدفاع الوطني اليوناني.
- وزير الدفاع الوطني: Fragoulis فراغوس
- رئيس العام من أفراد القوات الجوية: المارشال الجوي أنطونيوس Tsantirakis
- قائد القيادة التكتيكية للقوات الجوية (HTAFC): المارشال الجوي فوتيوس Krevaikas
- قائد القيادة الجوية لدعم قوة (HAFSC): نائب المارشال الجوي كونستانتينوس Prionas
- قائد القيادة الجوية تدريب القوة (HAFTC): نائب المارشال الجوي اثناسيوس بابانيكولاو
- الأوامر الثلاثة
- القيادة الجوية التكتيكية (Αρχηγείο Τακτικής Αεροπορίας، ATA)، ومقرها في لاريسا،
- القيادة الجوية الدعم (Διοίκηση Αεροπορικής Υποστήριξης، ΔΑΥ)، و
- قيادة التدريب الجوي (Διοίκηση Αεροπορικής Εκπαίδευσης، ΔΑΕ)، وكلاهما مقره في أثينا.
- القيادة الجوية التكتيكية يتضمن أجنحة القتال ثمانية وجناح واحد النقل. لدينا ستة أجنحة القتال مقاتلة الأرض هجوم أسراب. هناك أسراب مقاتلة 10، واحدة سرية استطلاع منتظمة، واحدة سرية استطلاع البحري. أسراب نقل ثلاثة واثنين اسراب الطائرات العموديه تشكيل تنظيم جزء الجوية للقيادة الجوية التكتيكية. قيادة التدريب الجوي ويشمل تدريب أسراب الأربعة.

وتقع ثمانية الرئيسية المصحف المنشآت في لاريسا، نيا Anchialos (غرب فولوس)، Elefsis، غرب أثينا، سالونيك، تناجرا، إلى الشمال من أثينا وخليج سودا، Araxos في البيلوبونيز الشمالية، وAndravida. وتقع المطارات الأخرى التي تدعم العمليات العسكرية في جزر بحر ايجه في كارباثوس، سانتوريني (ثيرا)، ورودس، سكيروس، ويمنوس وكذلك في كافالا، هيراكليون، Ritsona وTatoi / Dekeleia، إلى الشمال من أثينا.
ويشرف على العمليات القتالية من جانب رئيس العمليات للمجلس الأعلى للقوات الجوية.
وتتم إدارة خدمات الدعم من قبل مديرية دعم الطيران لتقديم الدعم الجوي قيادة القوة.
أسراب التدريب والمدارس القوات الجوية، مثل «إيكاروس أكاديمية سلاح الجو» و«مدرسة التدريب المتقدم الحرب»، التي تديرها مديرية التدريب التابعة لقيادة القوة الجوية التدريب. في الوقت الحاضر يتم تحديثها جدا الجوية اليونانية القوة، ويعتبر أفضل سلاح الجو 12th في العالم. [بحاجة لمصدر] اليونان تخطط أيضا لشراء الكثير من جيل 4 الحرفية الهواء بمجرد أن يتعافى من الأزمة الاقتصادية الراهنة.

## الرتب العسكرية

### الضباط
| Officer Grade Structure of the Hellenic Air Force | Officer Grade Structure of the Hellenic Air Force | Officer Grade Structure of the Hellenic Air Force | Officer Grade Structure of the Hellenic Air Force | Officer Grade Structure of the Hellenic Air Force | Officer Grade Structure of the Hellenic Air Force | Officer Grade Structure of the Hellenic Air Force | Officer Grade Structure of the Hellenic Air Force | Officer Grade Structure of the Hellenic Air Force | Officer Grade Structure of the Hellenic Air Force | Officer Grade Structure of the Hellenic Air Force |
| NATO Code                                         | OF-9                                              | OF-8                                              | OF-7                                              | OF-6                                              | OF-5                                              | OF-4                                              | OF-3                                              | OF-2                                              | OF-1                                              | OF-1                                              |
| ------------------------------------------------- | ------------------------------------------------- | ------------------------------------------------- | ------------------------------------------------- | ------------------------------------------------- | ------------------------------------------------- | ------------------------------------------------- | ------------------------------------------------- | ------------------------------------------------- | ------------------------------------------------- | ------------------------------------------------- |
| الشارة                                            |                                                   |                                                   |                                                   |                                                   |                                                   |                                                   |                                                   |                                                   |                                                   |                                                   |
| الرتبة                                            | Pterarchos                                        | Antipterarchos                                    | Ypopterarchos                                     | Taxiarchos                                        | Sminarchos                                        | Antisminarchos                                    | Episminagos                                       | Sminagos                                          | Yposminagos                                       | Anthyposminagos                                   |
| باليونانية                                        | Πτέραρχος                                         | Αντιπτέραρχος                                     | Υποπτέραρχος                                      | Ταξίαρχος                                         | Σμήναρχος                                         | Αντισμήναρχος                                     | Επισμηναγός                                       | Σμηναγός                                          | Υποσμηναγός                                       | Ανθυποσμηναγός                                    |
| الرتبة المناظرة                                   | Air Chief Marshal or فريق أول (رتبة عسكرية)       | فريق طيار or فريق (رتبة عسكرية)                   | Air Vice-Marshal or لواء (رتبة عسكرية)            | عميد جوي ‏ or عميد (رتبة عسكرية)                   | قائد سرب ‏ or عقيد                                 | قائد جناح or مقدم                                 | قائد سرب or رائد                                  | ملازم طيار ‏ or نقيب                               | Flying Officer or ملازم أول                       | ملازم طيار or ملازم ثاني                          |

### ضباط الصف / الأفراد
| الشارة          |                 |                       |                        |                 |                      |          |                   |                  |                    |               | No insignia |
| الرتبة          | Anthypaspistis  | Archisminias          | Archisminias EPOP-EMTh | Episminias      | Episminias EPOP-EMTh | Sminias  | Sminias EPOP-EMTh | Klirotos Sminias | Yposminias EPOP    | Sminitis EPOP | Sminitis    |
| باليونانية      | Ανθυπασπιστής   | Αρχισμηνίας           | Αρχισμηνίας ΕΠΟΠ-ΕΜΘ   | Επισμηνίας      | Επισμηνίας ΕΠΟΠ-ΕΜΘ  | Σμηνίας  | Σμηνίας ΕΠΟΠ-ΕΜΘ  | Κληρωτός Σμηνίας | Υποσμηνίας ΕΠΟΠ    | Σμηνίτης ΕΠΟΠ | Σμηνίτης    |
| الرتبة المناظرة | Warrant Officer | Chief Master Sergeant | Chief Master Sergeant  | Master Sergeant | Master Sergeant      | Sergeant | Sergeant          | Senior Airman    | Airman First Class | Airman        | Airman      |

## المعدات
وذلك اعتبارا من 2010-2011، وفقا لالهيلينية وزارة الدفاع الوطني في المصحف يعمل ما مجموعه 512 طائرة +.

### اسطول الطائرات
| الاسم                                | بلد الأصل      | النوع                                | الطراز                                         | في الخدمة    | ملاحظات                                                       |
| طائرة عسكرية                         | طائرة عسكرية   | طائرة عسكرية                         | طائرة عسكرية                                   | طائرة عسكرية | طائرة عسكرية                                                  |
| ------------------------------------ | -------------- | ------------------------------------ | ---------------------------------------------- | ------------ | ------------------------------------------------------------- |
| اف 16                                | أمريكا         | Multirole Fighter                    | F-16CF-16D                                     | 11641        | 32C/D Block 30,39C/D block 50,56C/D Block 52+,30C/D Block 52M |
| ميراج 2000                           | فرنسا          | Multirole Fighter                    | Mirage 2000EGMMirage 2000BGMMirage 2000-5 Mk.2 | 16225        |                                                               |
| إف-4 فانتوم الثانية                  | أمريكا/اليونان | ReconnaissanceTactical Fighter       | RF-4E Phantom IIF-4E PI-2000 AUP               | 1834         | F-4E Peace Icarus 2000 aircraft, AUP:Avionics Upgrade Program |
| إيه-7 كورسير                         | أمريكا         | Attack Aircraft                      | A-7ETA-7C                                      | 2615         | 15 TA-7C With Air Refueling Pods (buddy-buddy)                |
|                                      |                |                                      |                                                | 293          |                                                               |
| Airborne early warning & طائرة دورية |                |                                      |                                                |              |                                                               |
| إمبراير آر-99                        | البرازيل       | نظام الإنذار المبكر والتحكم          |                                                | 4            | Erieye EMB-145H AEW&C is the HAF designation                  |
| لوكهيد سي-130 هيركوليز               | أمريكا         | استخبارات الإشارات (ELINT-SIGINT)    | C-130H                                         | 2            |                                                               |
|                                      |                |                                      |                                                | 6            |                                                               |
| طائرة نقل عسكرية                     |                |                                      |                                                |              |                                                               |
| لوكهيد سي-130 هيركوليز               | أمريكا         | Tactical Transport                   | C-130BC-130H                                   | 13           | Avionics Modernization Program is done                        |
| سي-27 جيه سبارتان                    | إيطاليا        | Tactical Transport                   | C-27J                                          | 8            |                                                               |
| إمبراير إي آر جيه 145                | البرازيل       | VIP Transport-Medical Evacuation     |                                                | 2            |                                                               |
| غلف ستريم جي 550                     | USA            | VIP Transport-Medical Evacuation     | G500                                           | 1            |                                                               |
|                                      |                |                                      |                                                | 24           |                                                               |
| طائرة تدريب                          |                |                                      |                                                |              |                                                               |
| تي-6 تكسان الثانية                   | USA            | Trainer                              | T-6A Texan IIT-6A NTA Texan II                 | 25 20        | 20 of them with light attack role                             |
| Rockwell T-2 Buckeye                 | USA            | Trainer                              | T-2CT-2E                                       | 40           | With weapons capacity                                         |
|                                      |                |                                      |                                                | 105          | With 20 T-41D Mascalero                                       |
| مكافحة الحريق/طائرة نقل عسكرية       |                |                                      |                                                |              |                                                               |
| كنداير سي إل-215                     | Canada         | Firefighting & SAR - Light transport | CL-215GR                                       | 13           |                                                               |
| كنداير سي إل-415                     | Canada         | Firefighting & SAR- Light transport  | CL-415GRCL-415MP                               | 8            | The MP for maritime patrol/CSAR                               |
| بزل-ميلك م-18 درمادر                 | بولندا         | Firefighting/observation             |                                                | 22           |                                                               |
|                                      |                |                                      |                                                | 43           |                                                               |
| مروحية                               |                |                                      |                                                |              |                                                               |
| يوروكوبتر إيه أس 332 سوبر بوما       | France         | CSAR Helicopter                      | AS 332C1 Super Puma                            | 10           |                                                               |
| بيل 204/205                          | إيطاليا        | CSAR Helicopter                      | AB205A                                         | 10           |                                                               |
| بيل 212                              | إيطاليا        | VIP Transport helicopter             | AB212                                          | 4            |                                                               |
|                                      |                |                                      |                                                | 24           |                                                               |
| الآخر                                |                |                                      |                                                |              |                                                               |
| EAB Pegasus II ‏                      | اليونان        | Reconnaissance (RUAV)                | E1-79                                          | ?            | At least 5 in service and 12 on order.                        |
|                                      |                |                                      |                                                | 5?           |                                                               |
| Total Aircraft                       |                |                                      |                                                |              |                                                               |
|                                      |                |                                      |                                                | 499          |                                                               |

### الطائرات متقاعد والتاريخية
- PZL P.24
- غلوستر غلاديتور
- هوكر هوريكان
- هينشل إتش إس 126
- سوبرمارين سبتفاير
- دوغلاس سي-47 سكاي ترين
- غرومان إتش يو-16 الباتروس
- إس بي 2 سي هيلدايفر
- سيسنا تي-37 تويت
- نورد نوراطلس
- داسو ميراج إف1
- لوكهيد تي-33
- نورث أمريكان إف-86 سابر
- Republic F-84 Thunderjet
- Republic F-84F Thunderstreak
- كونفير إف-102 دلتا داجر  [لغات أخرى]‏
- إف-104 ستارفايتر
- نورثروب إف-5

### الأسلحة المخزون
- إيه آي إم-120 أمرام: 150
- إيه آي إم-120 أمرام: 240[9]
- إيه آي إم-9 سايدويندر: 165
- إيه آي إم-9 سايدويندر: 300
- إيه آي إم-9 سايدويندر: 400
- إيه آي إم-9 سايدويندر(upgraded P3 and J-Sidewinder): 1,000
- إم بي دي إيه ميكا: 300
- صاروخ إيريس - تي: 350 (with 90 joint helmet mounted cueing systems)
- أر550 ماجيك-2 : 303
- إكزوست AM-39 Block 2 : 39
- ستورم شادو (SCALP EG) : 90
- Bombkapsel 90 AFDS : 70
- إيه جي إم-65 مافريكG2 : 200
- إيه جي إم-65 مافريك: 200+ (?)
- إيه جي إم-88 هارم: 84
- إيه جي إم-154 : 40
- GBU-8B HOBOS : 96
- 1,162: قنبلة موجهة بالليزر جي بي يو-12 / جي بي يو-16 (GBU-12 & GBU-16 Paveway II)
- 200: قنبلة موجهة بالليزر جي بي يو-24 (GBU-24 Paveway III)
- GBU-27 Paveway III  [لغات أخرى]‏ : 250
- ذخائر الهجوم المباشر المشترك: 100
- Enchanced Paveway II : 50

### الملاحة والقرون التي تستهدف
- DB-110: 2 (RECON)
- ملاحة وتصويب ليلي بالأشعة تحت الحمراء-AWNP (F-16 Block 50D & 52+): 23
- ملاحة وتصويب ليلي بالأشعة تحت الحمراء-TP (F-16 Block 50D & 52+): 23
- LITENING targeting pod F-4E AUP: 15
- A-7E/TA-7C LANA Night Navigation Pods: ?
- ASTAC ELINT-SIGINT: 3 (RF-4)
- EW(Electronic Warfare)Pods:? (F-4 AUP)
- ACMI(Air Combat Maneuvering Instrumentation)pods:10?

### أنظمة مضادة للطائرات
- Patriot PAC II/ PAC III AA missile system: 6 Batterries / 36 launchers / 198 missiles
- أس - 300 AA missile system: 2 Batteries / 12 launchers / 96 missiles
- SKYGUARD/VELOS AA system: 20 launchers / 280 missiles / 24 Oerlikon-35 Guns
- كروتال (صاروخ) AA missile system: 9 launchers
- تور AA missile system: 4 launchers
- ستينغر portable AA missile: unknown number of launchers / 300 missiles
- Artemis 30 30 mm AA guns: 38
- Rheinmetall 202 Mk20  [لغات أخرى]‏ : 326

## كامو
والتمويه المستخدمة على نطاق واسع من قبل سلاح الجو اليوناني هو «الشبح بحر ايجه» موضوع (Φάντασμα του Αιγαίου). استخدام A-7 قرصان إييس في «فيتنام» theme.C-130s برنامج AUP بعد تلقي USAFs «الرمادية» موضوع.

## الحوادث
وقع اسوأ حادث في تاريخ سلاح الجو اليوناني في 5 فبراير، 1991 عندما لوكهيد C-130H هرقل S / N 748 تحطمت في جبل Othrys خلال نهج الهبوط إلى Anchialos نيا. وقتل ثلاثة وستين شخصا.

## معرض

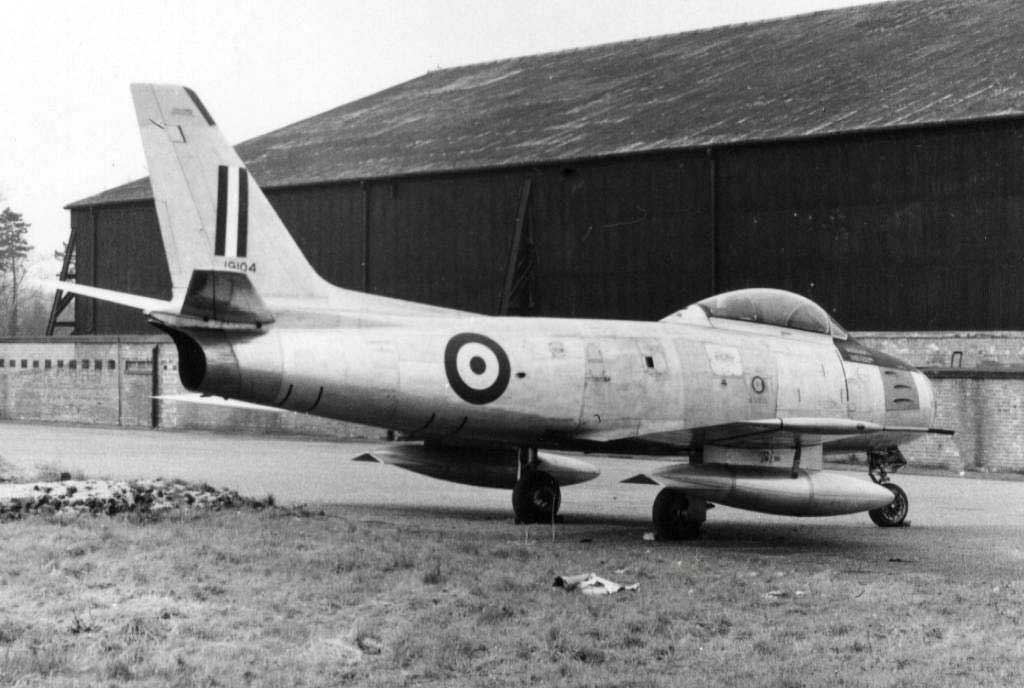
RHAF Canadair Sabre 2 in 1955.
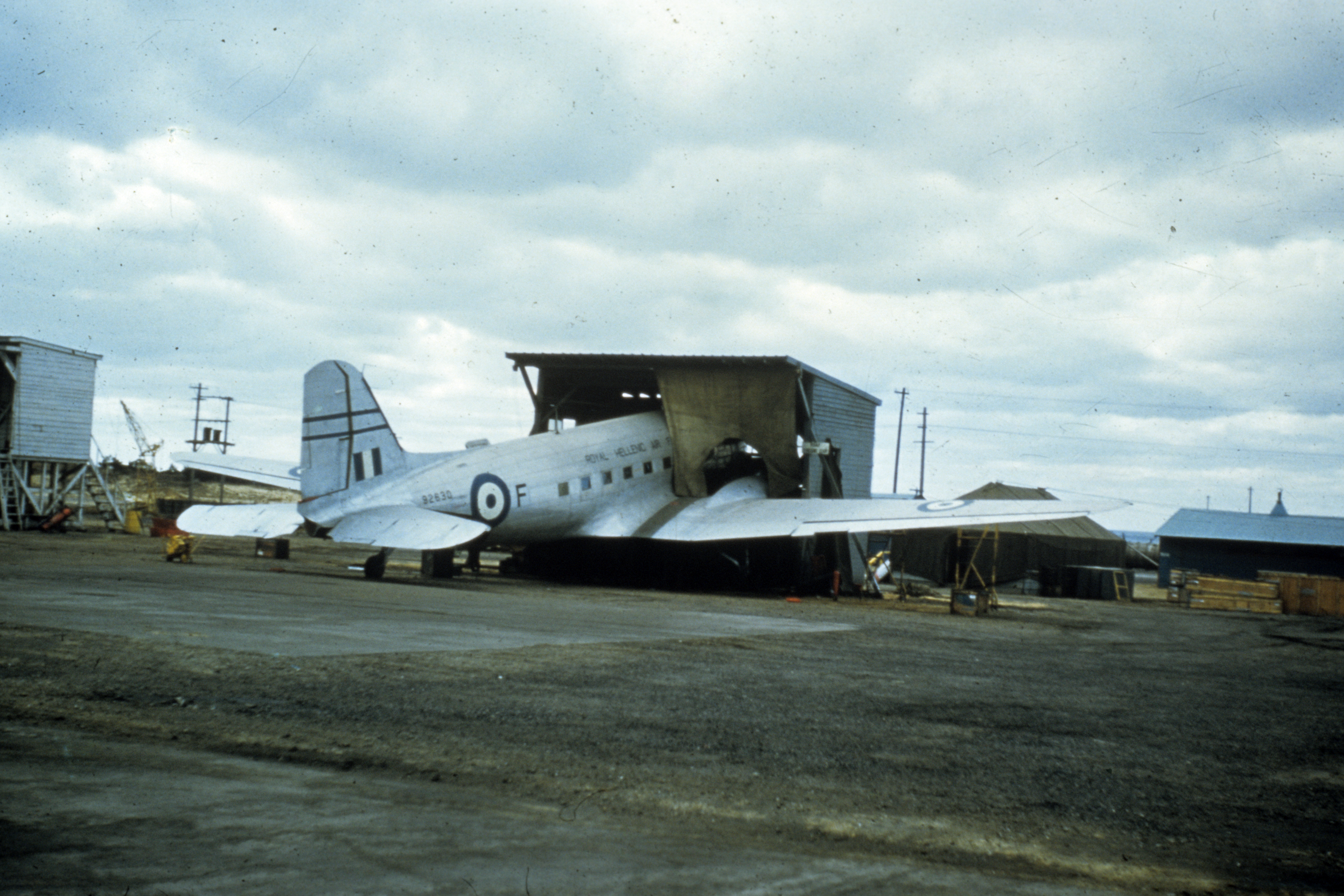
Photo from 1953.A دوغلاس سي-47 سكاي ترين of the Royal Hellenic Air Force.
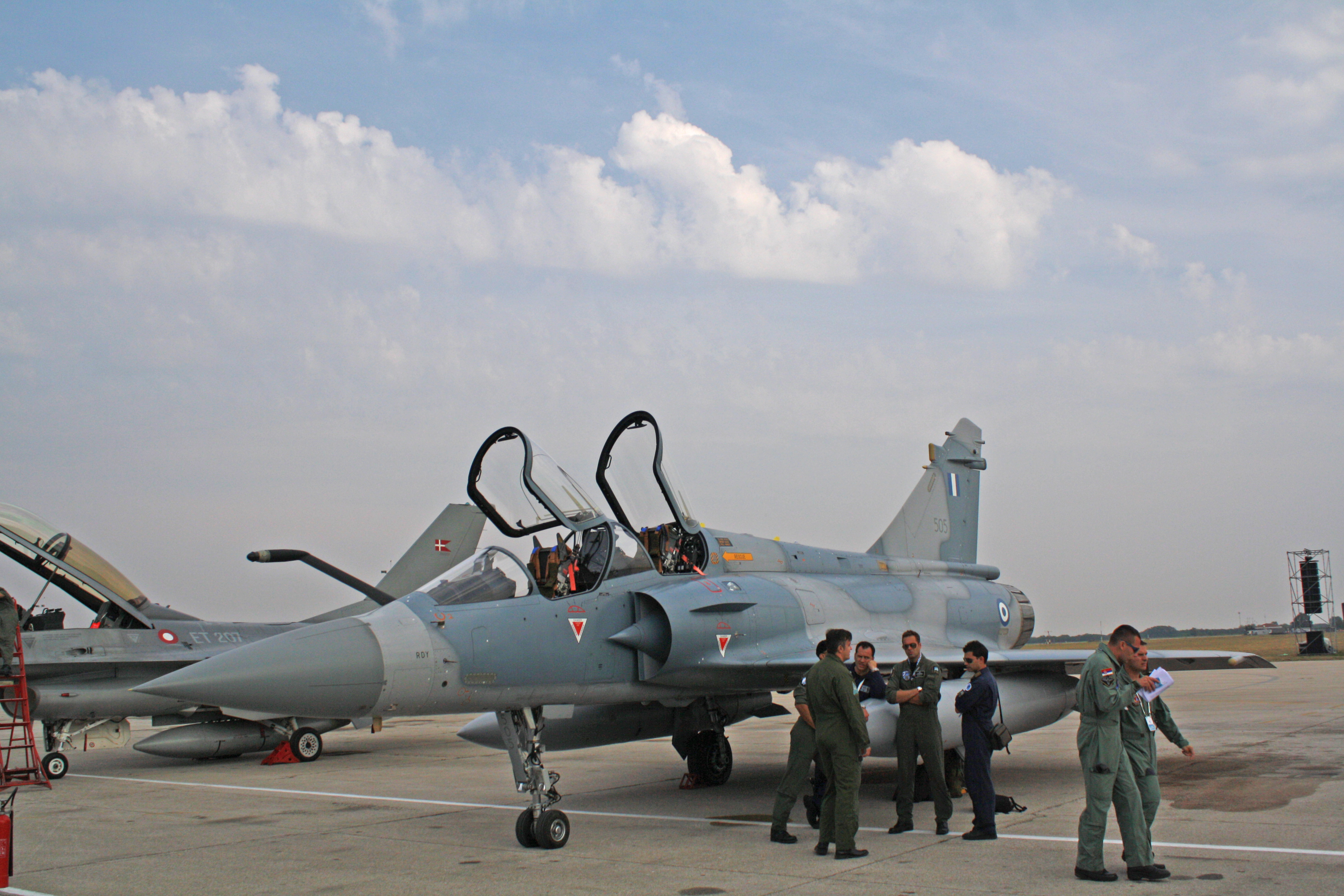
داسو ميراج 2000 في مطار قاعدة باتاجنيكا الجوية، صربيا
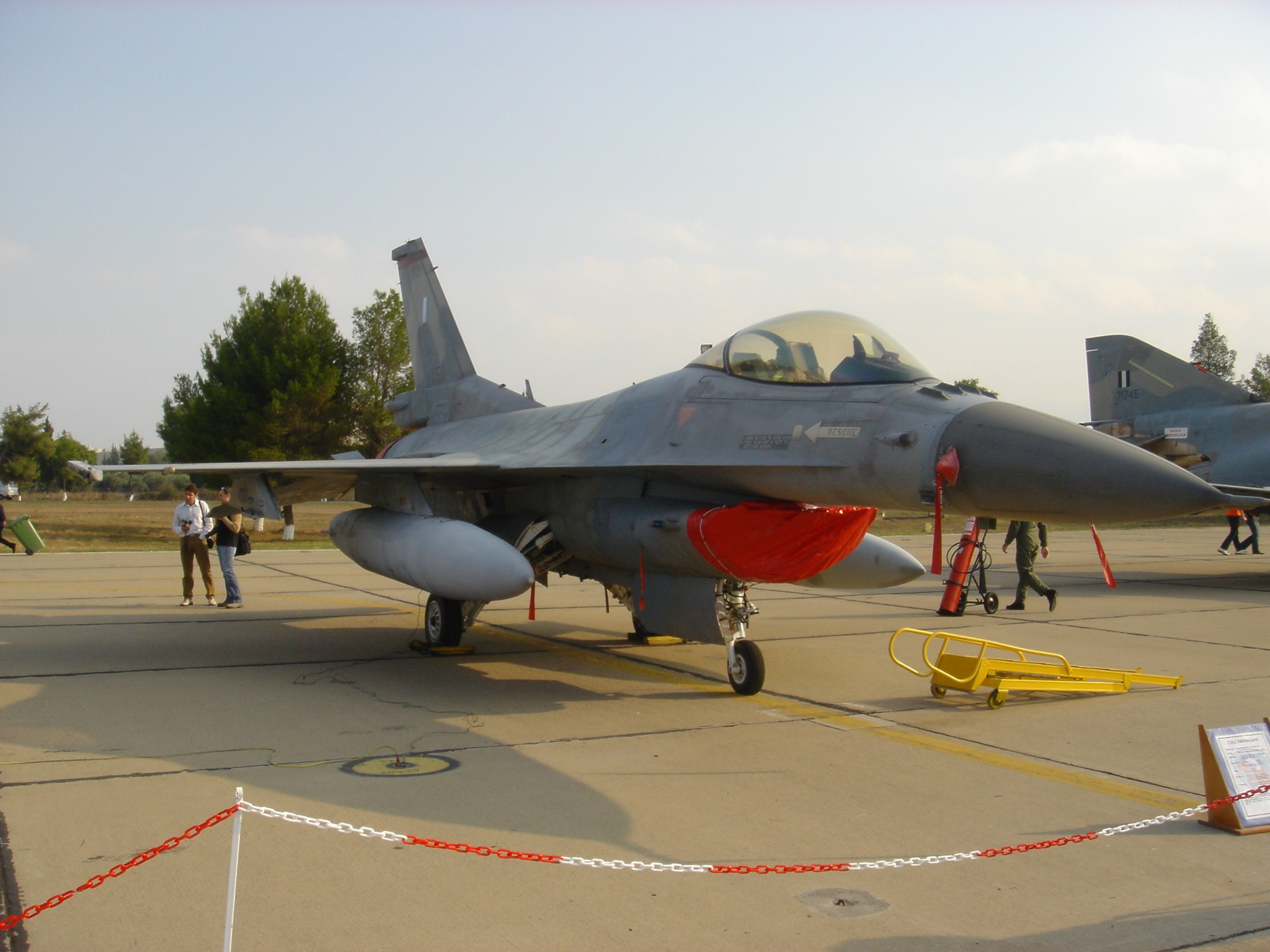
جنرال دايناميكس إف-16 فايتينغ فالكون in Tanagra Air Base.
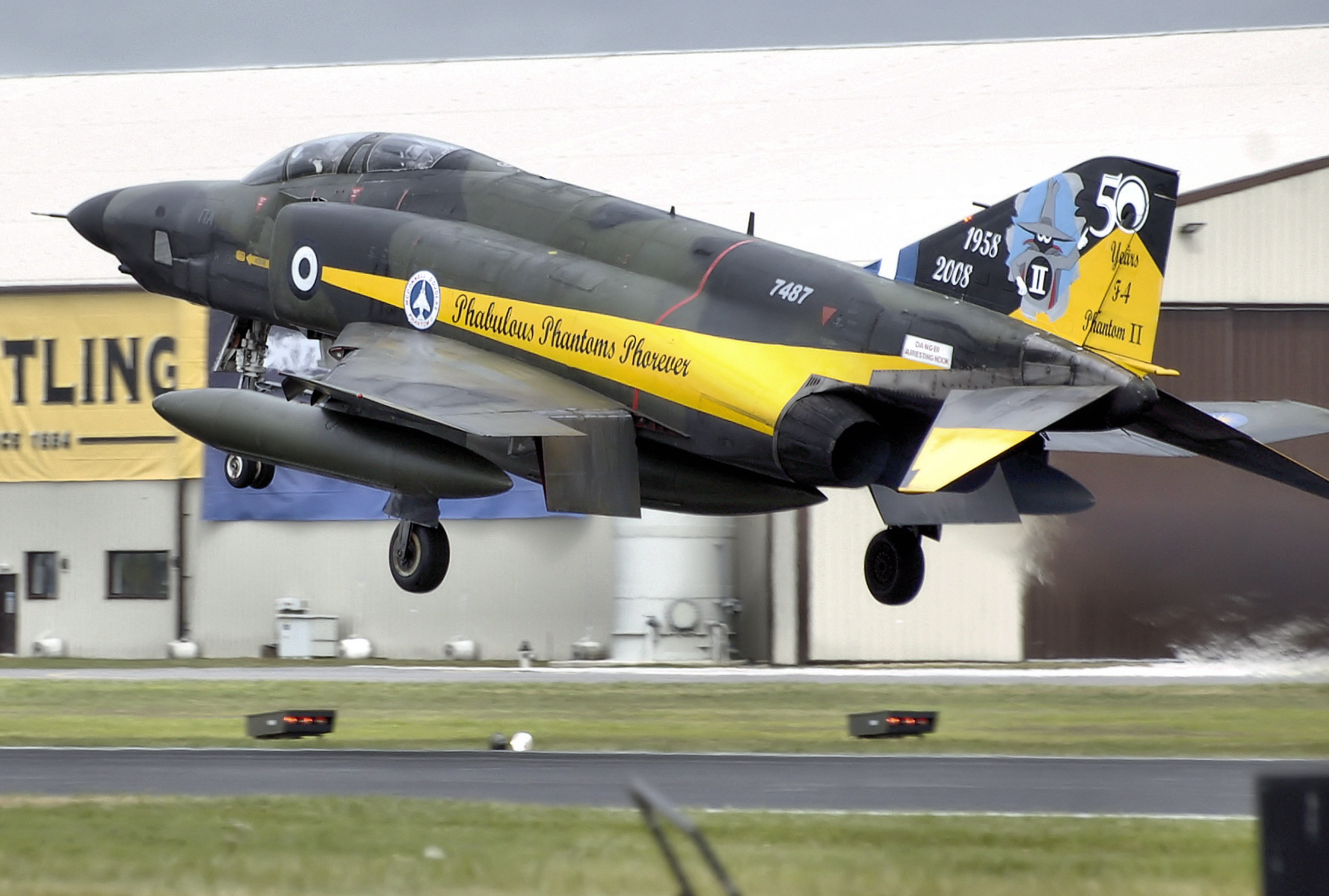
إف-4 فانتوم الثانية of the 348 "Eyes" squadron with special color scheme.
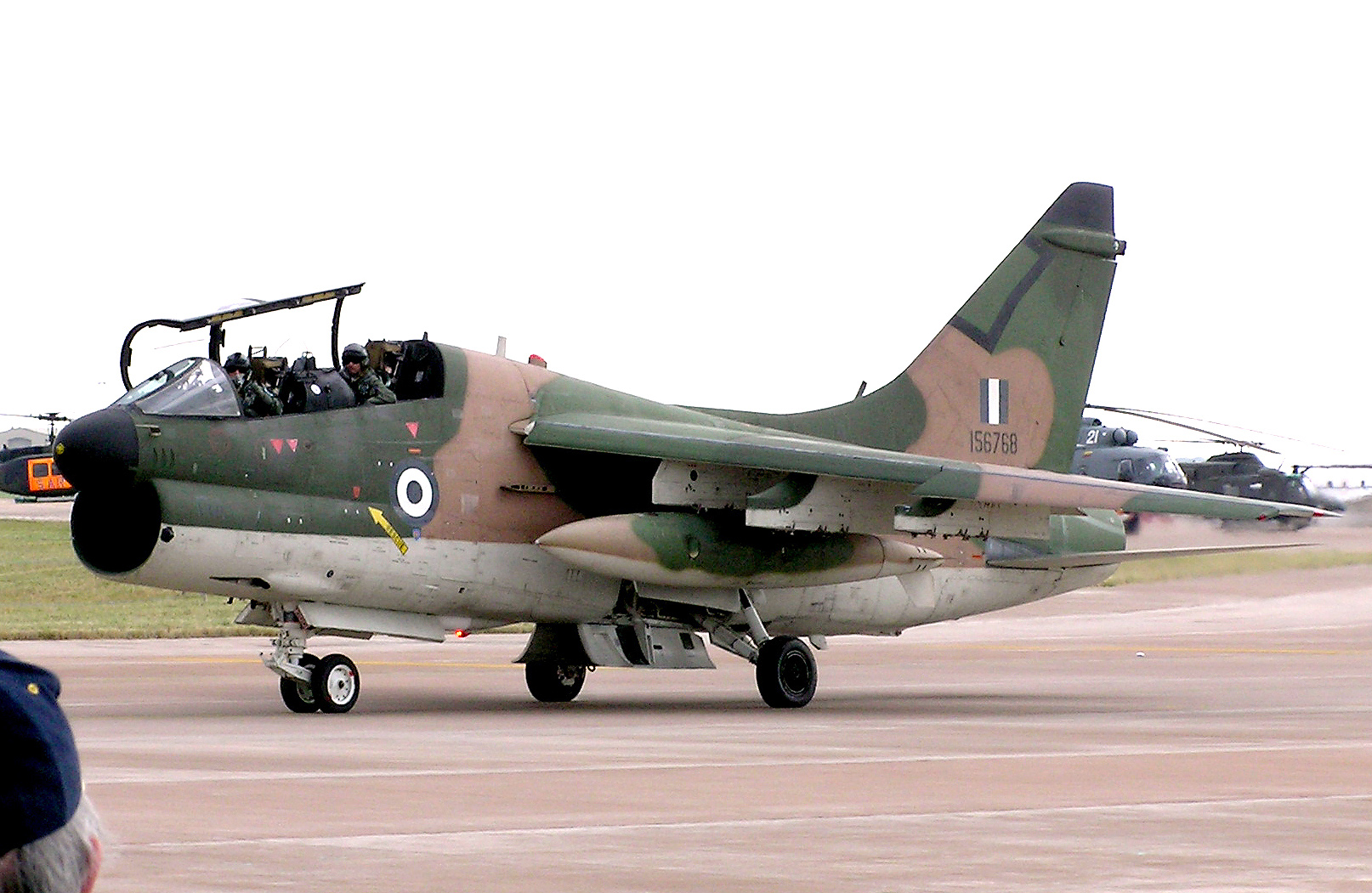
إيه-7 كورسير at RIAT 2005.
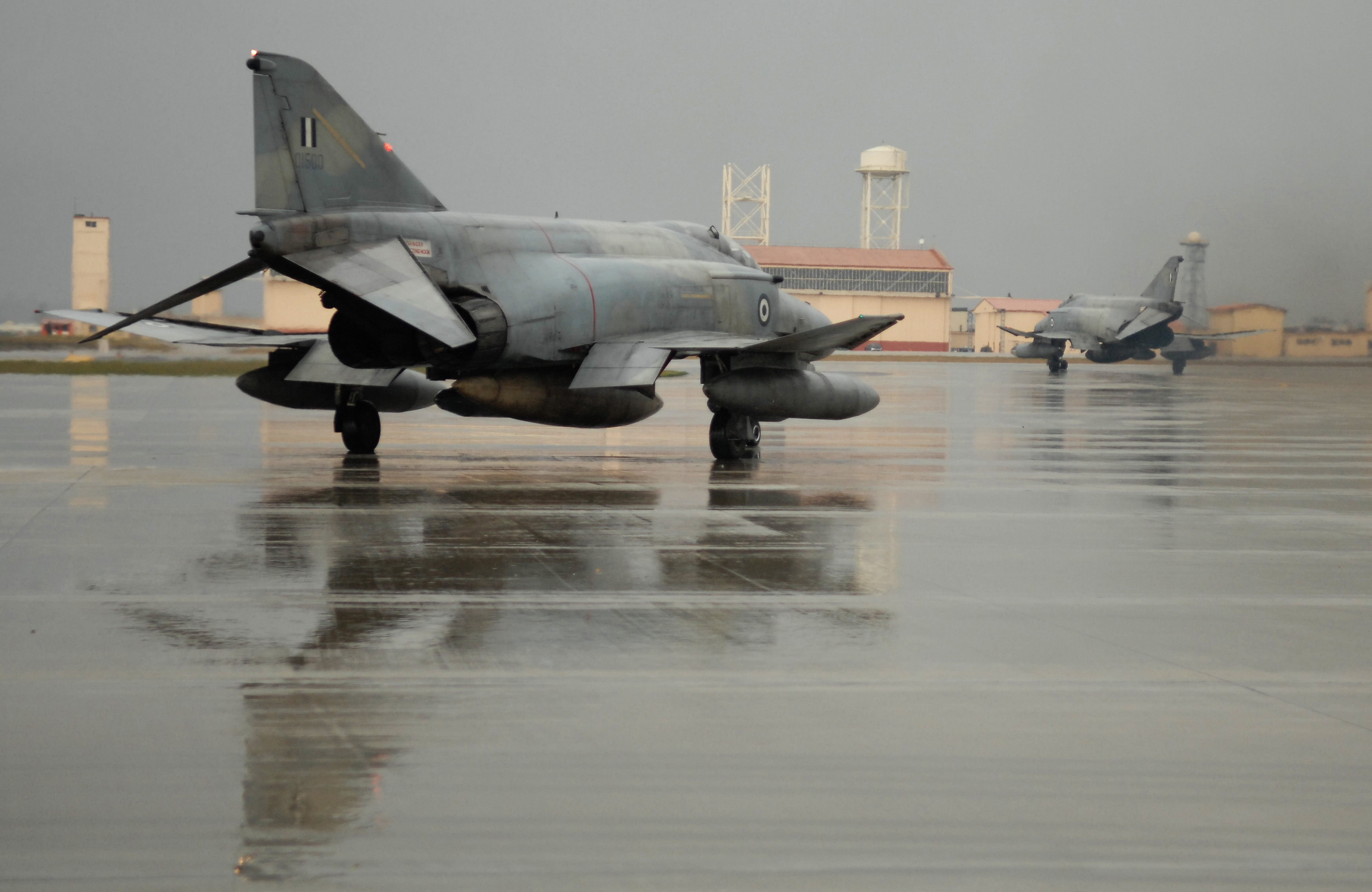
A Greek إف-4 فانتوم الثانية leaves Aviano Air Base.
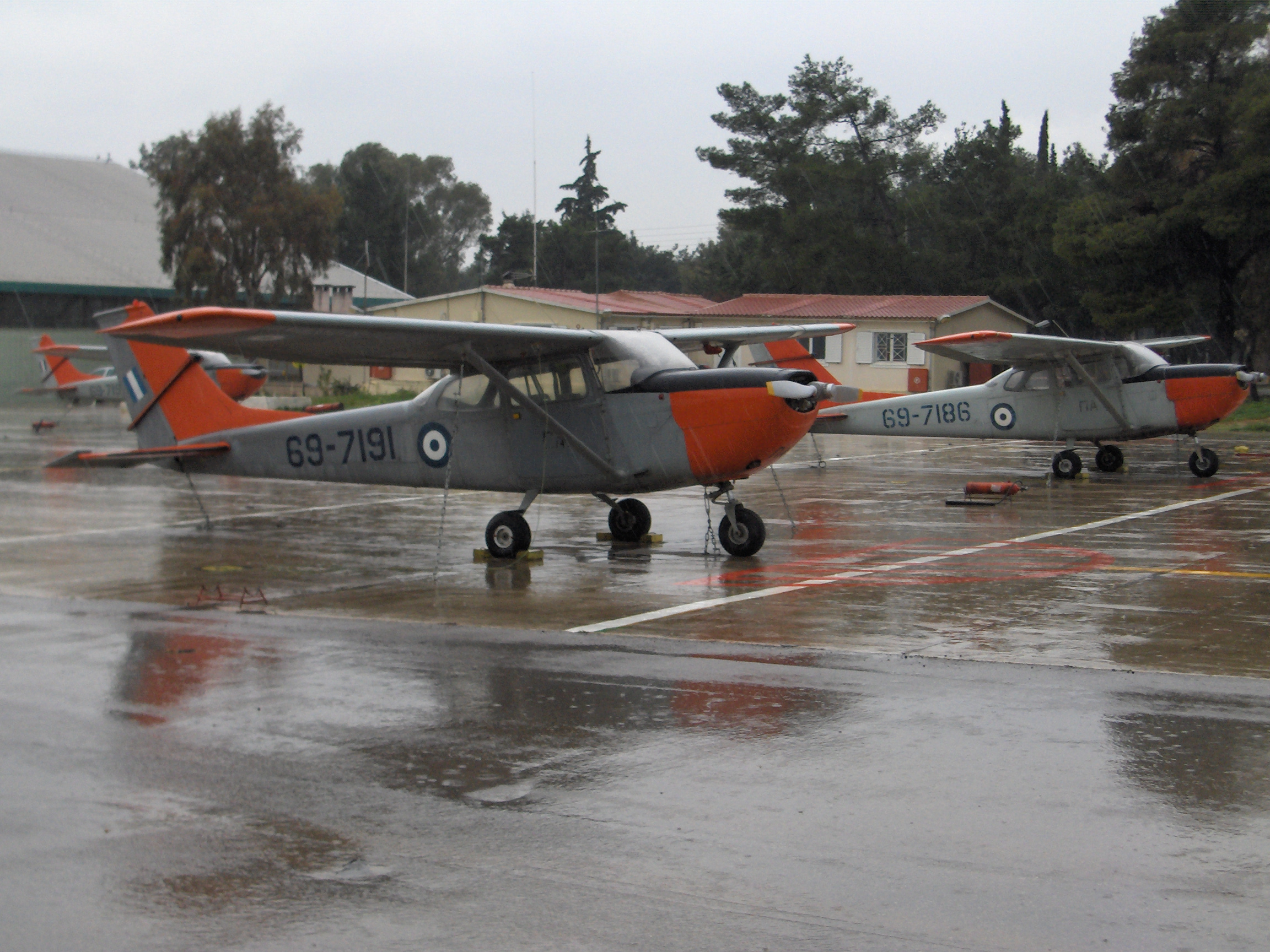
Cessna سيسنا تي-41 ميسكاليرو of 360 squadron used by the Hellenic Air Force Academy.
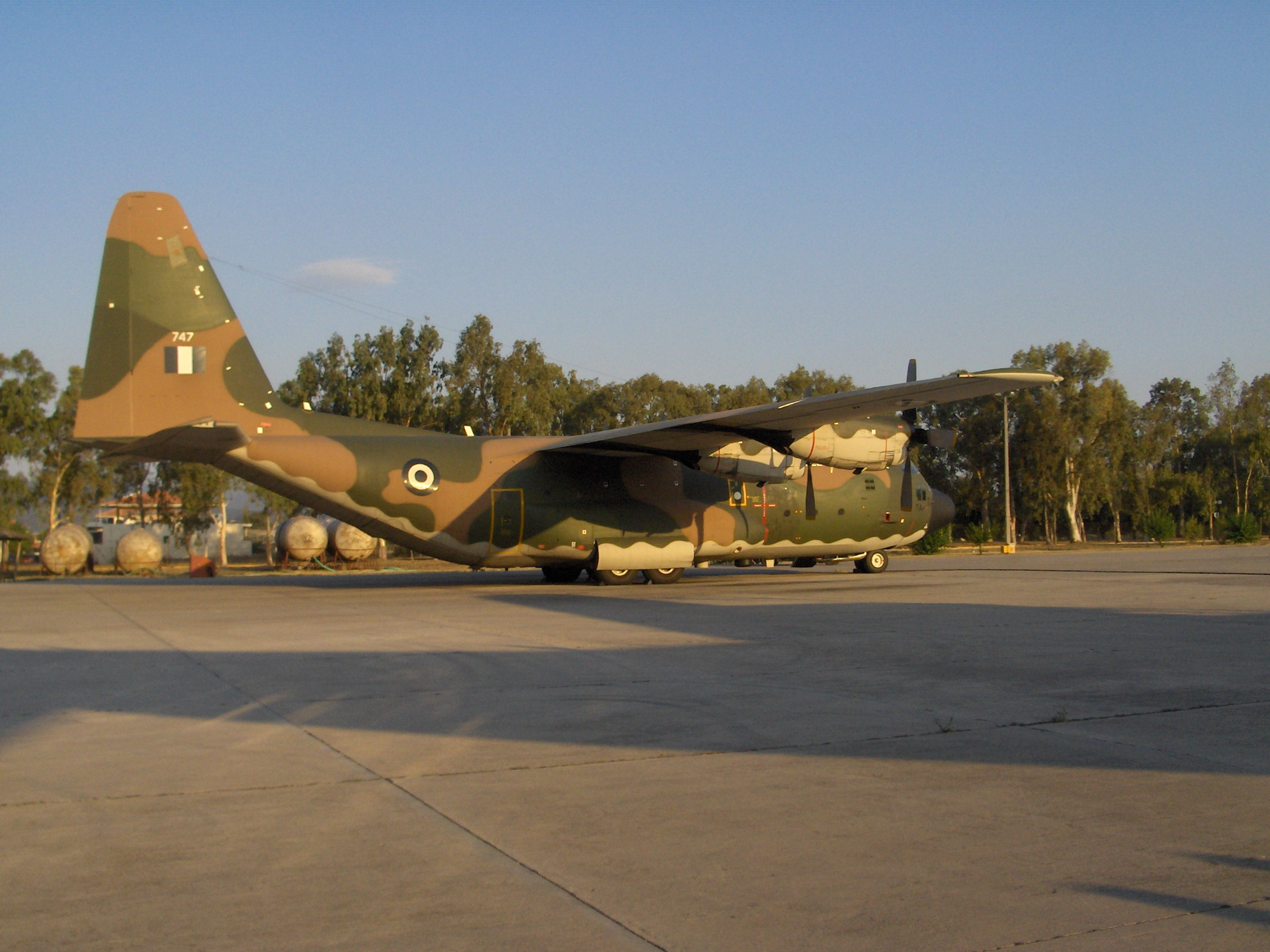
لوكهيد سي-130 هيركوليز Hercules tactical transport aircraft of 356 squadron.
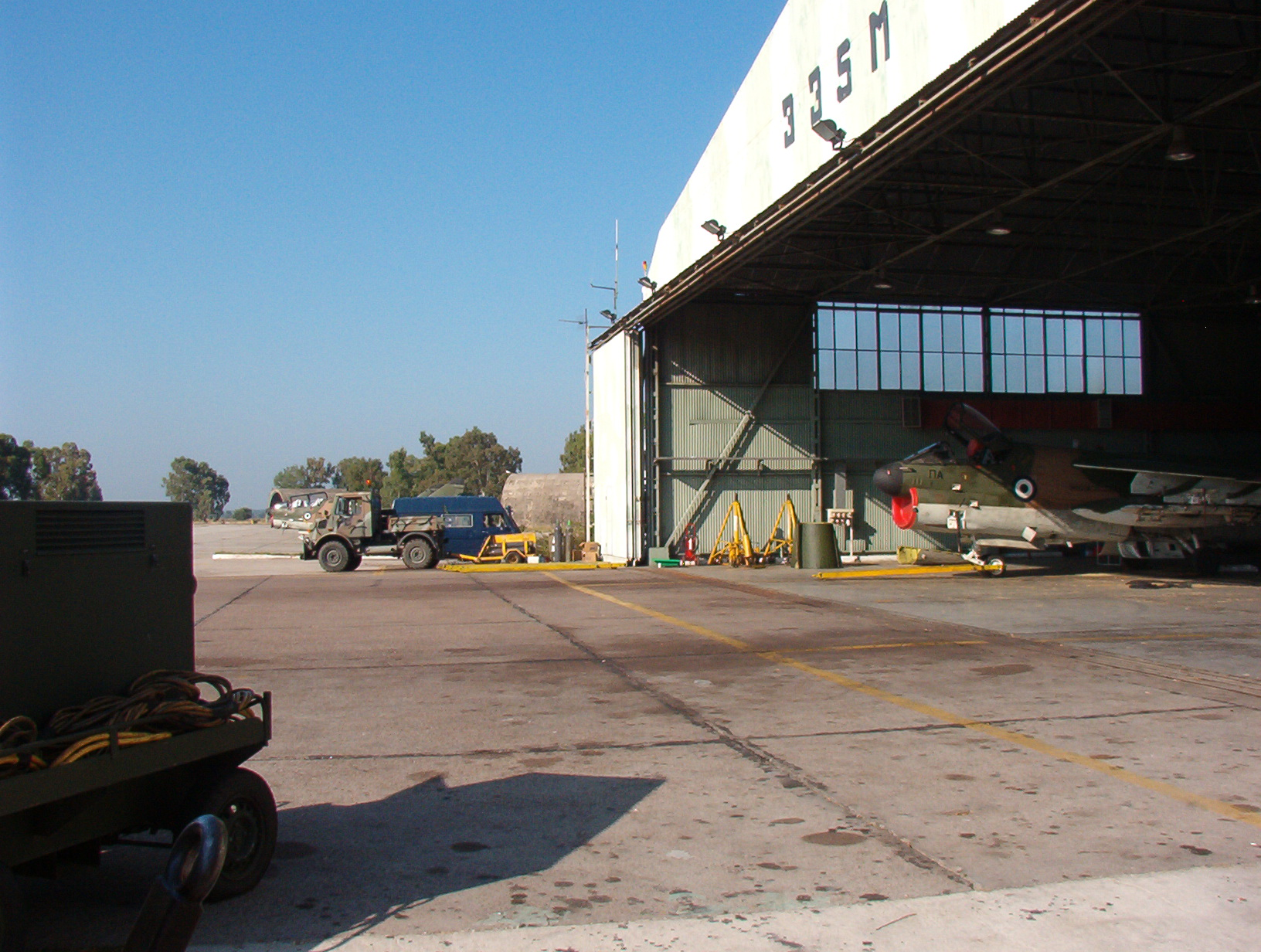
Aircraft maintenance hangar of 335 Squadron, Araxos Air Base.
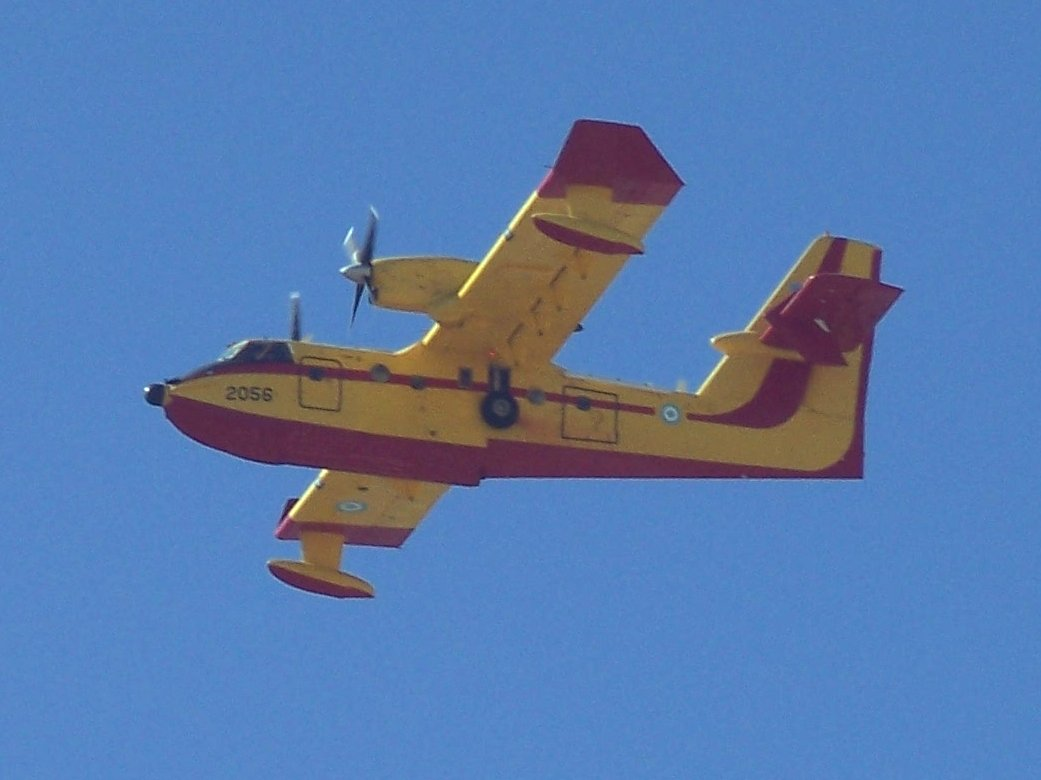
كنداير سي إل-415 water bomber of 383 squadron.
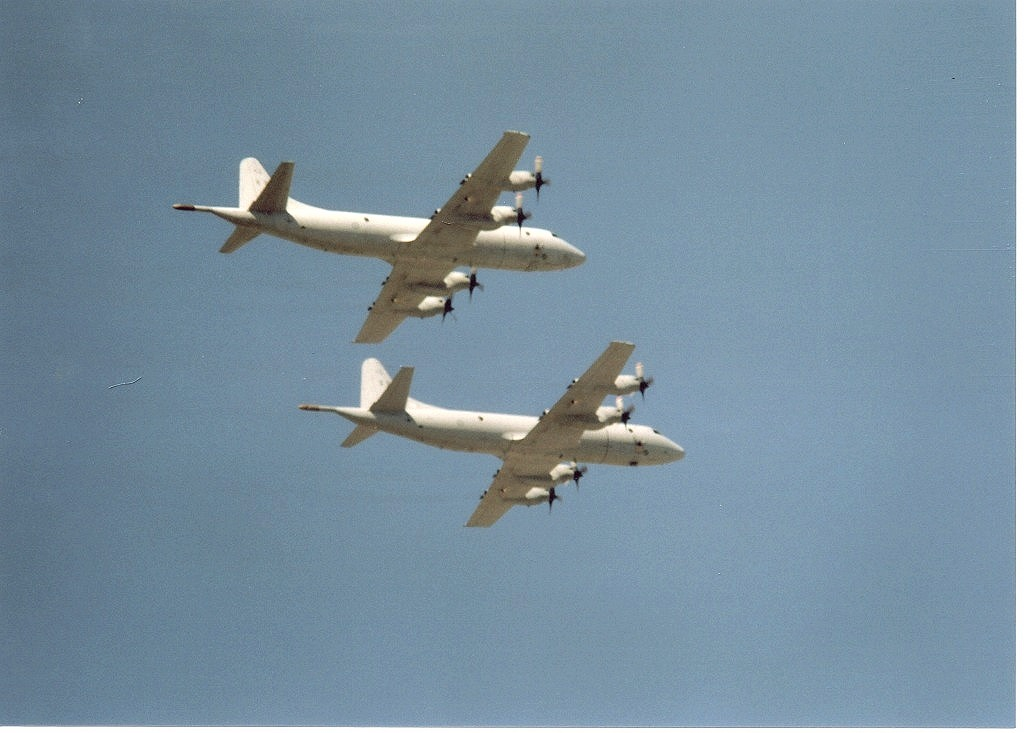
Formation of two لوكهيد بيه-3 أوريون maritime patrol aircraft of 353 squadron over Athens, overflying the military parade of 2007-03-25.
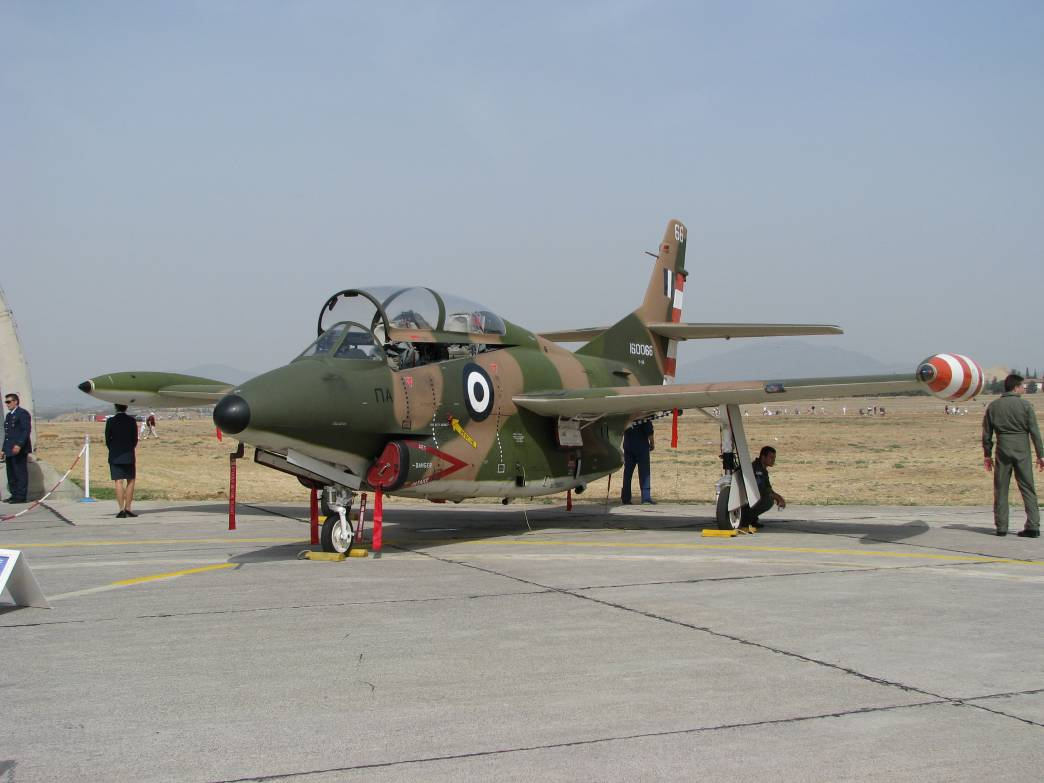
T-2E Buckeye  [لغات أخرى]‏ jet trainer of 120 Wing.
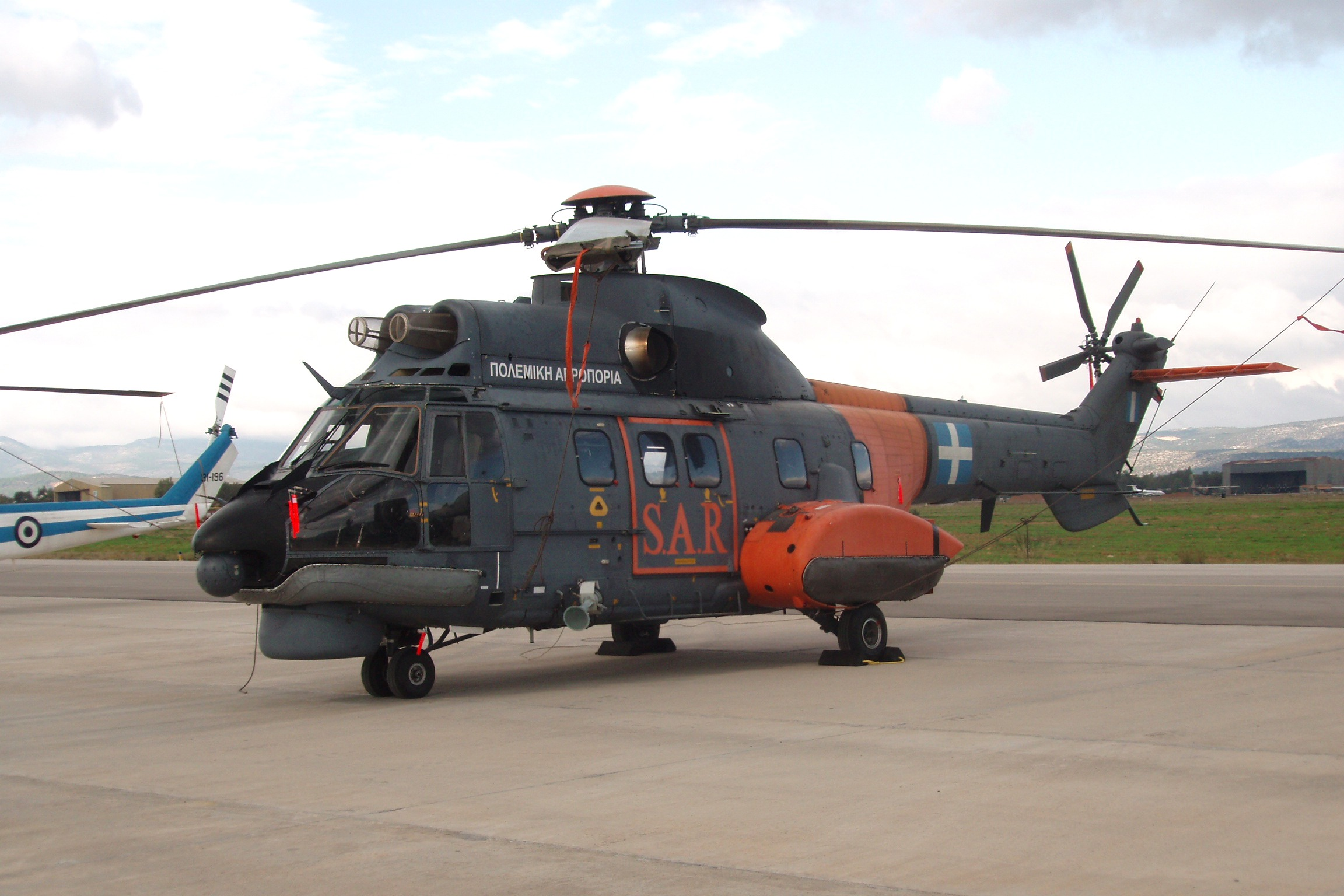
يوروكوبتر إيه أس 332 سوبر بوما
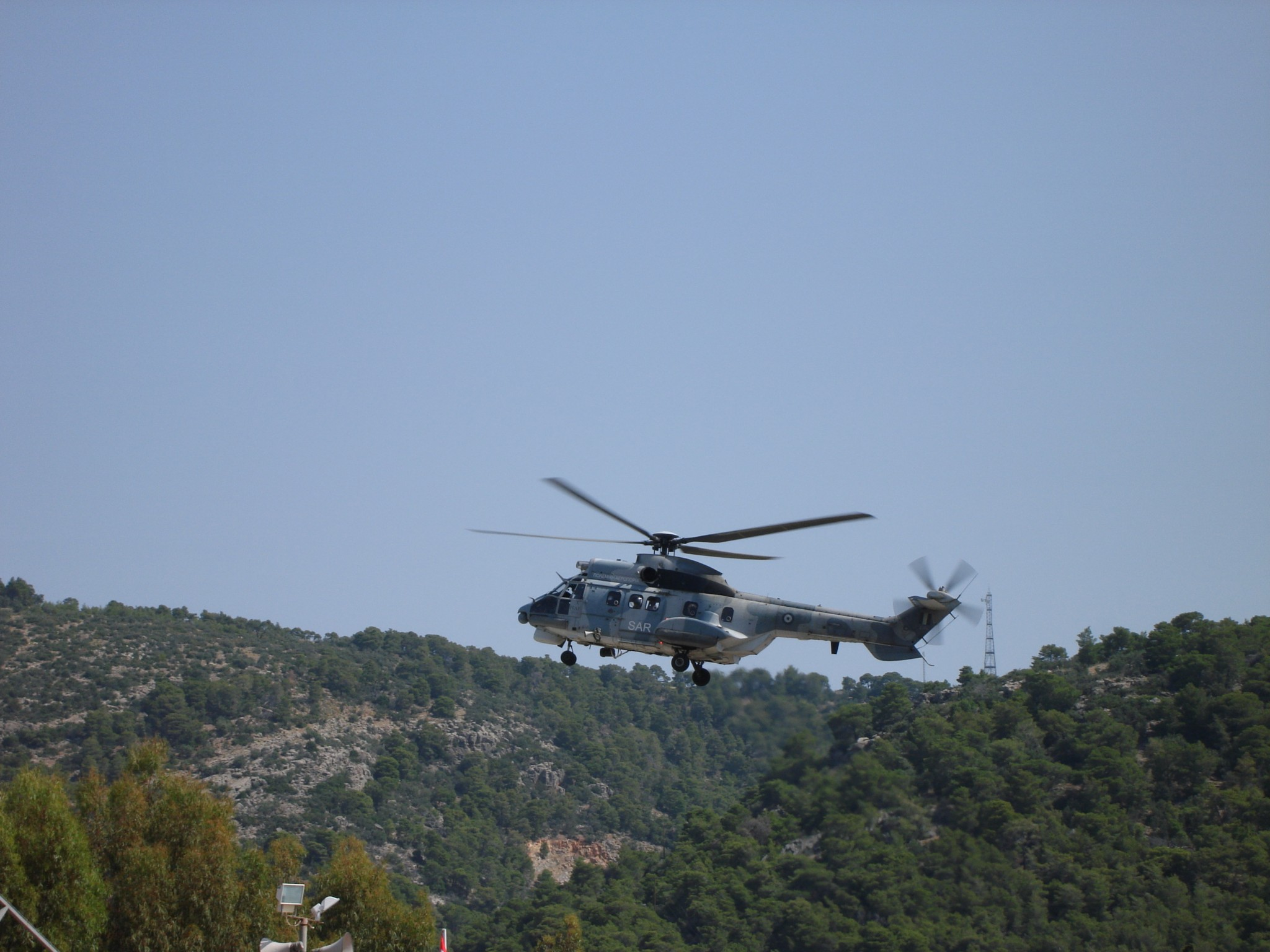
يوروكوبتر إيه أس 332 سوبر بوما of the Hellenic Air Force, operated for البحث والإنقاذ (SAR).
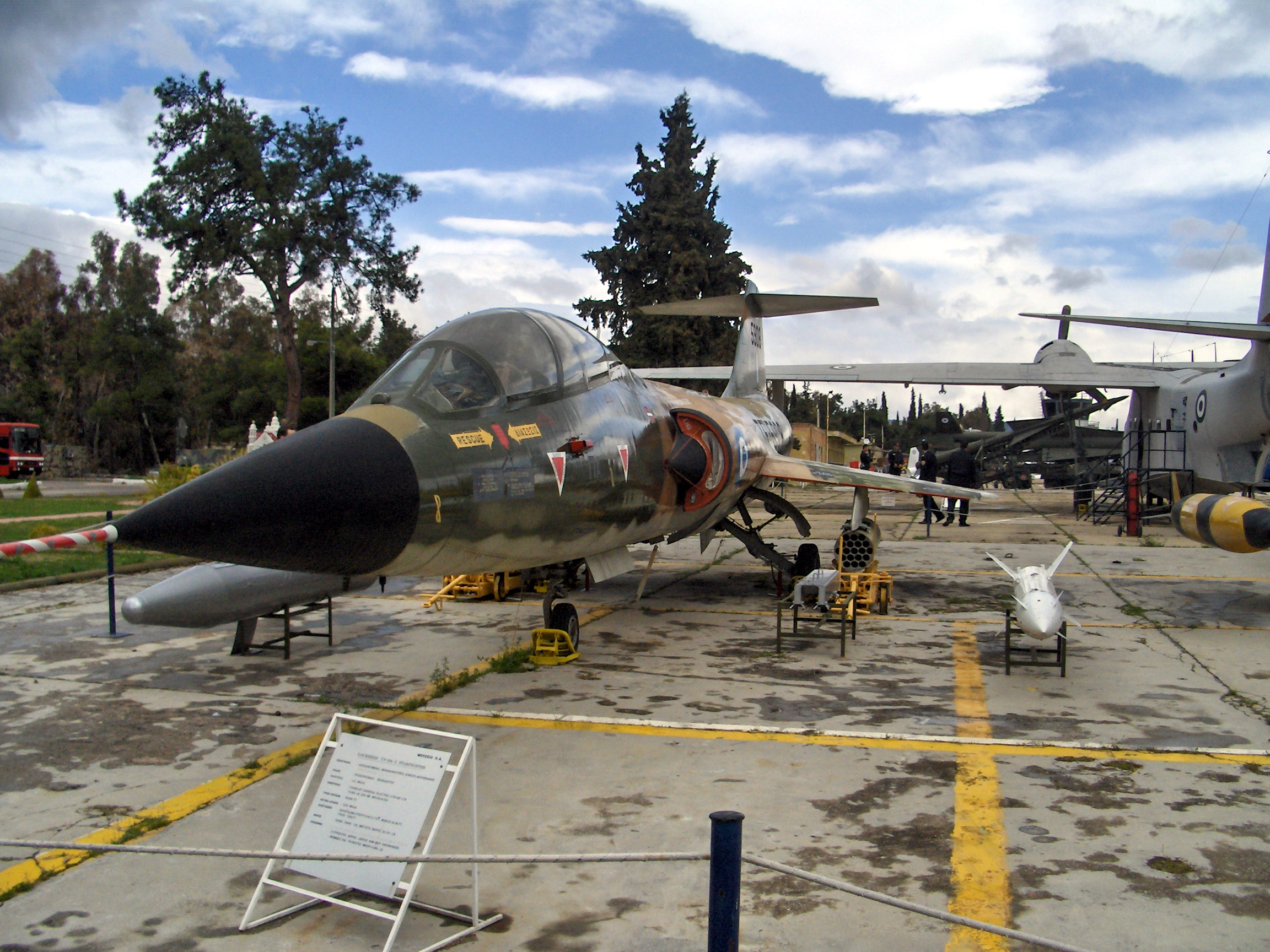
An old إف-104 ستارفايتر of the Hellenic Air Force.
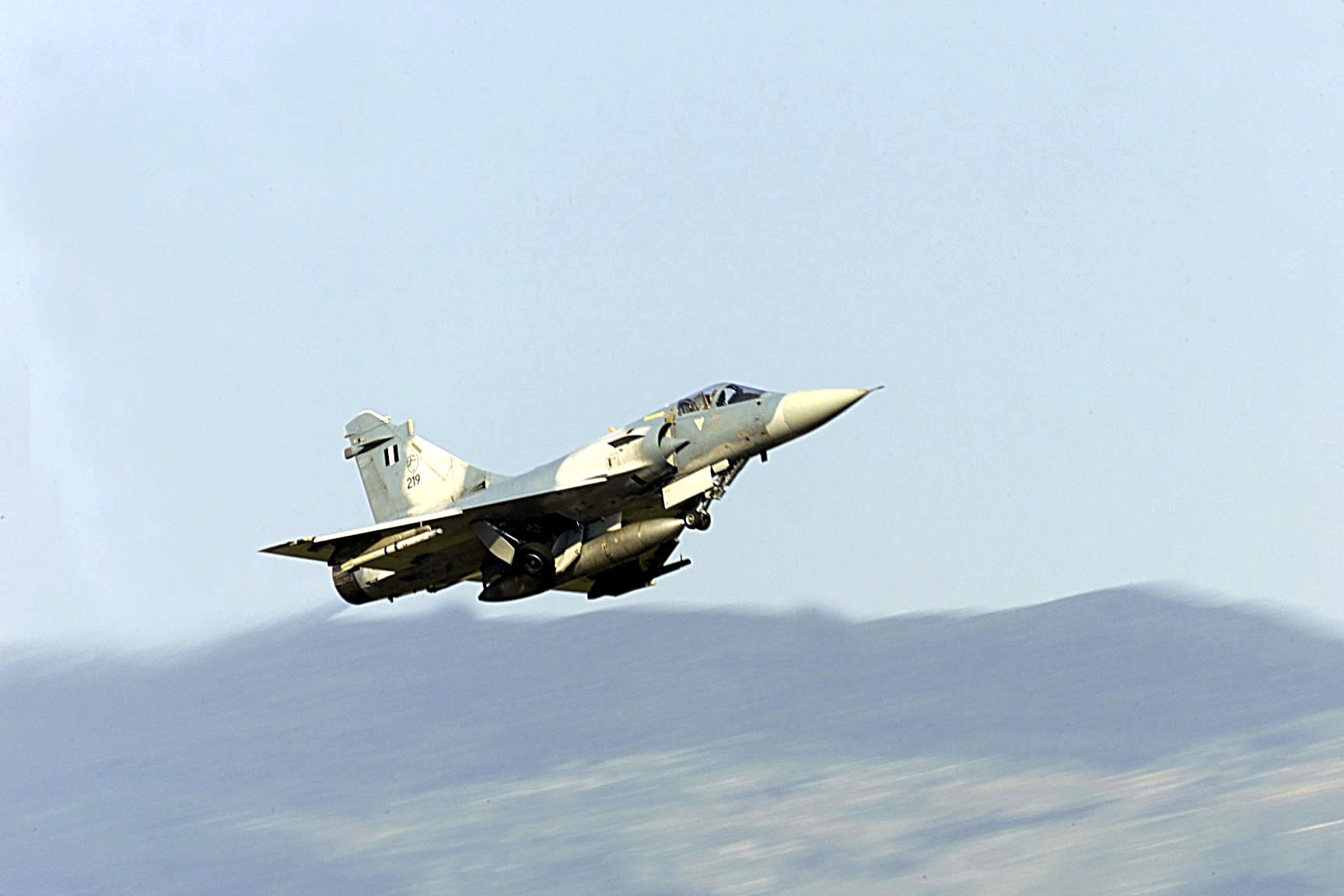
A داسو ميراج 2000 تابعة للقوات الجوية اليونانية مباشرة بعد الاقلاع
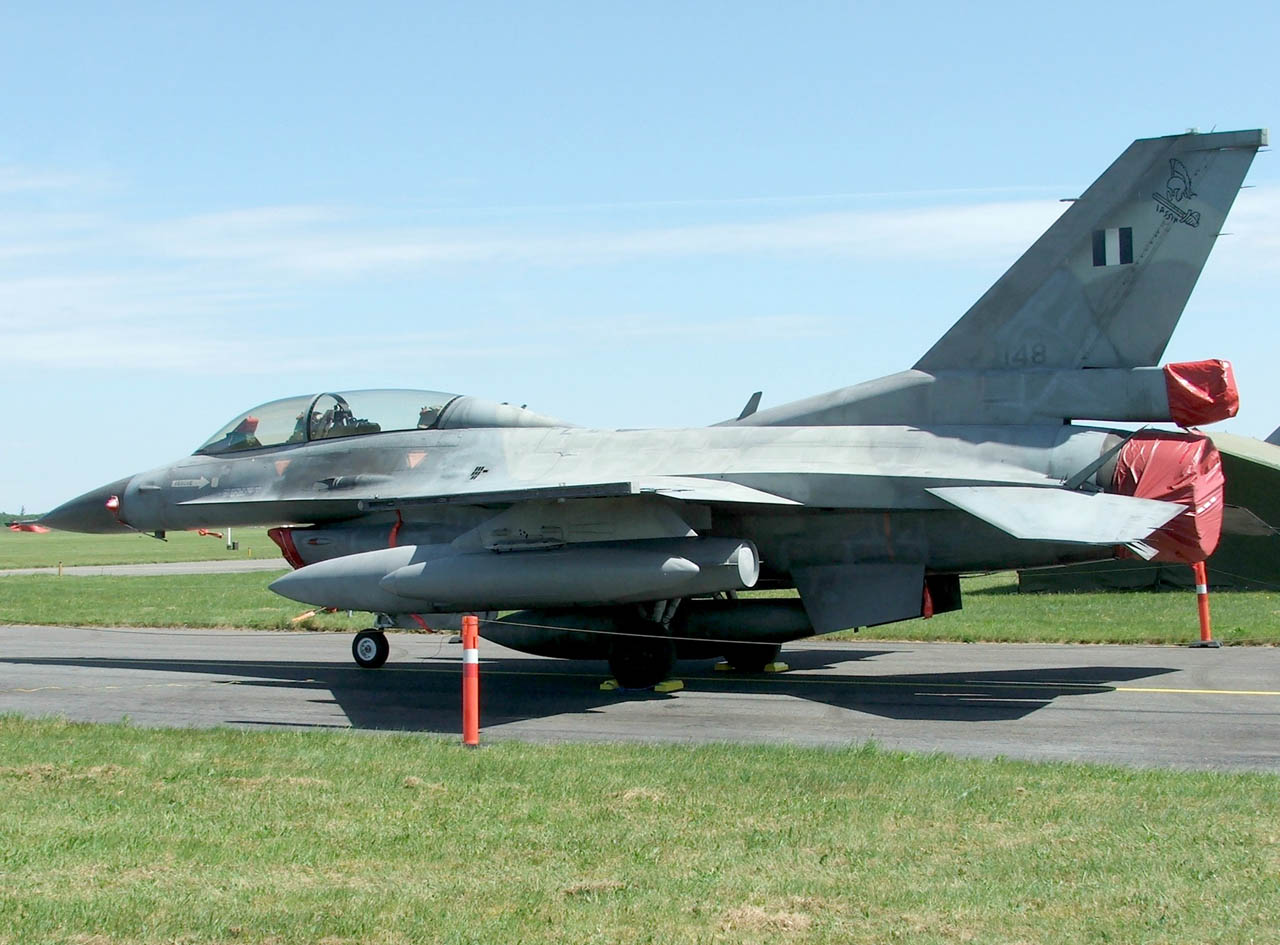
An جنرال دايناميكس إف-16 فايتينغ فالكون of the 346 Squadron "جاسون".
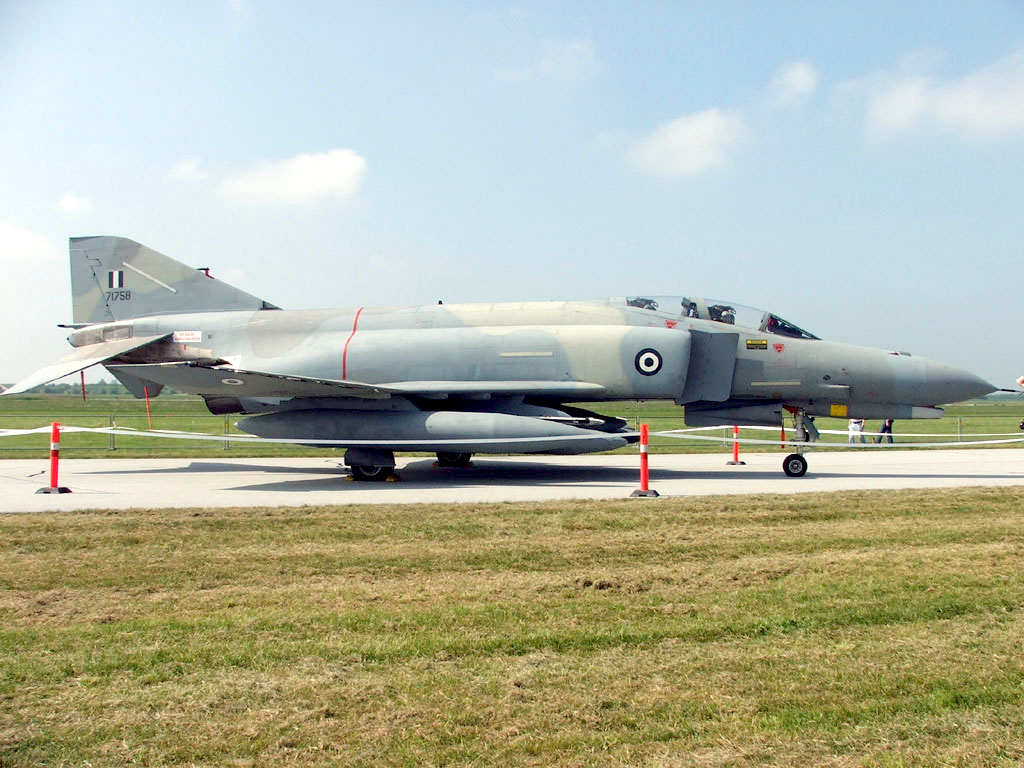
A Hellenic Air Force إف-4 فانتوم الثانية.
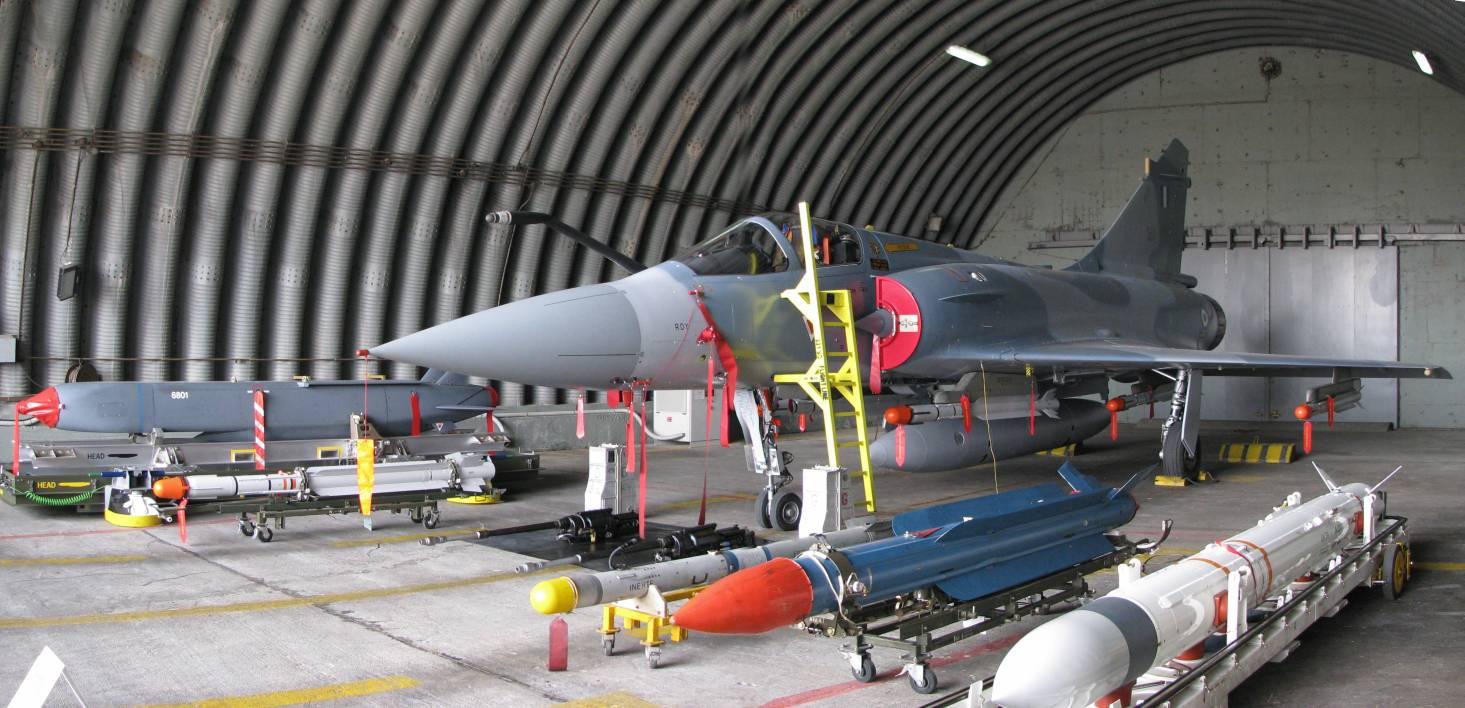
داسو ميراج 2000.
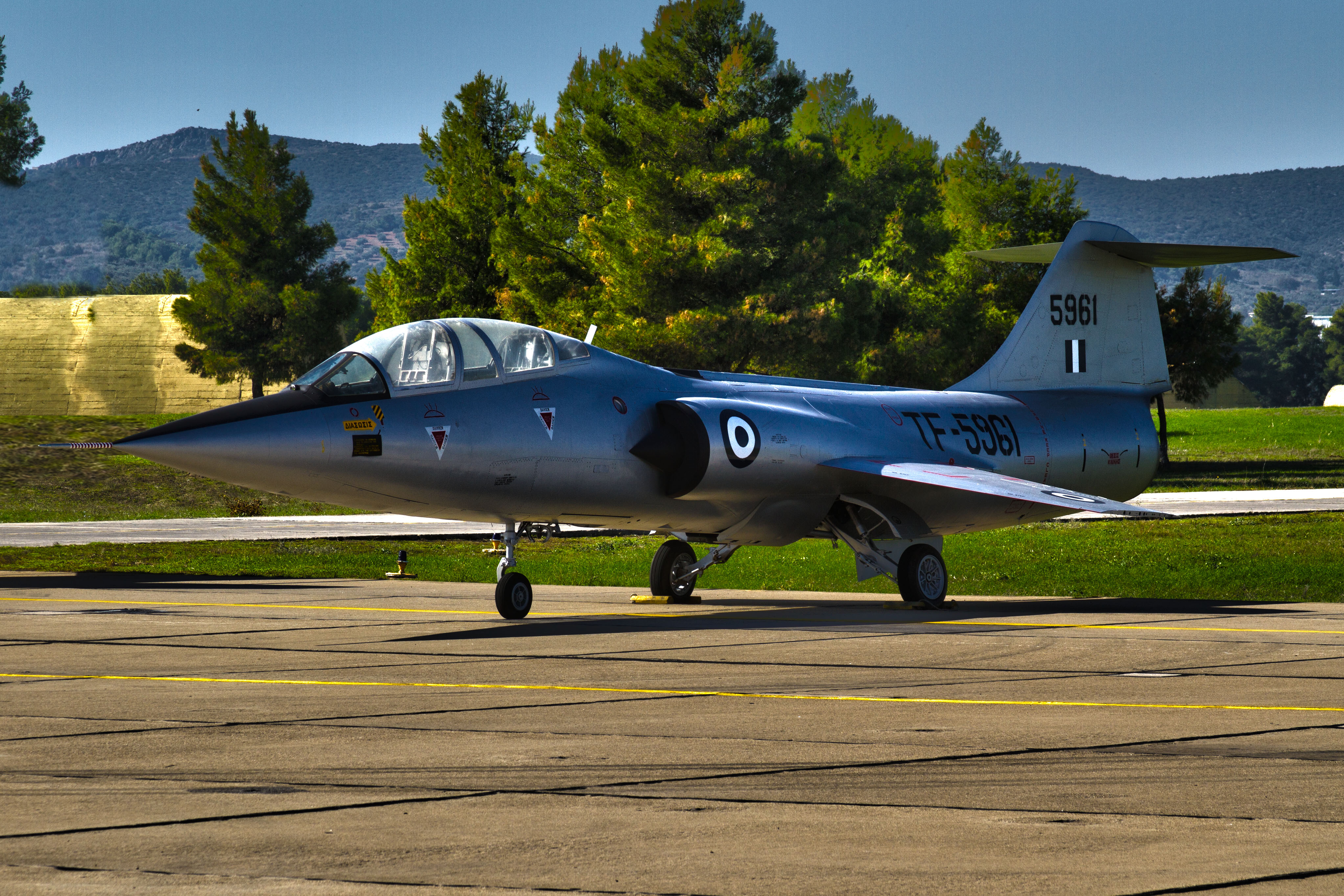
A Hellenic Air Force إف-104 ستارفايتر (Tanagra Militairy Airport).
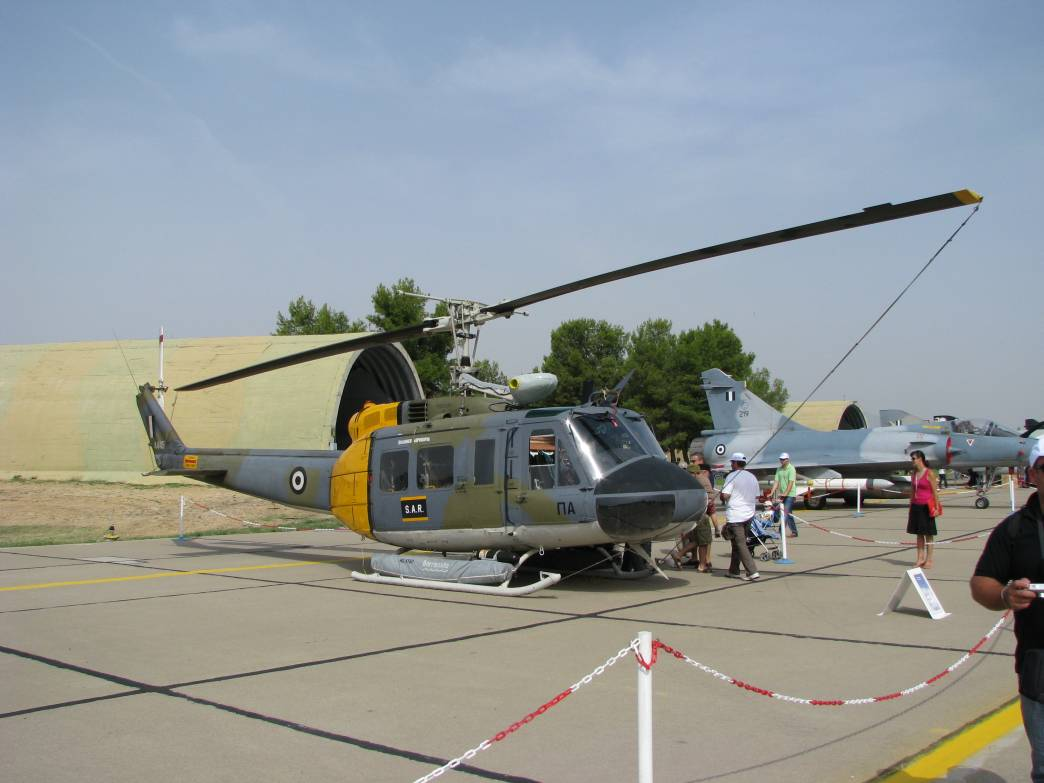
SAR يو إتش-1 إركويس of the 358 Squadron "طيور استوائية".
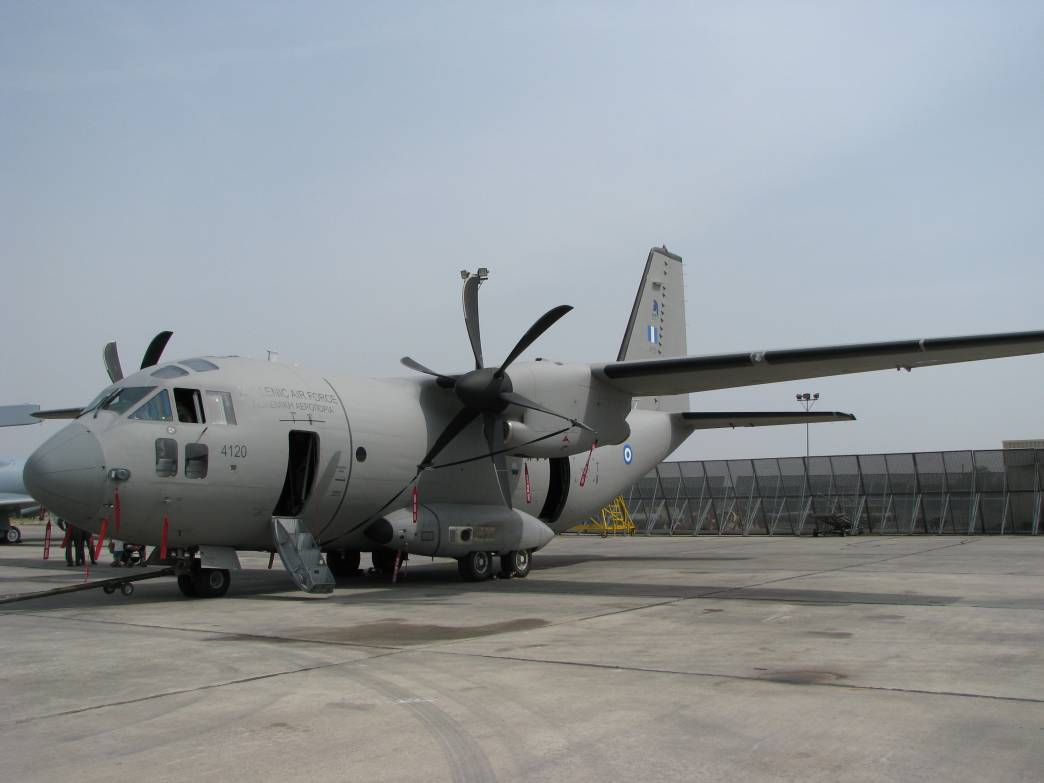
سي-27 جيه سبارتان of the 354 Squadron "حصان مجنح". HAF operates 12 of those aircraft.
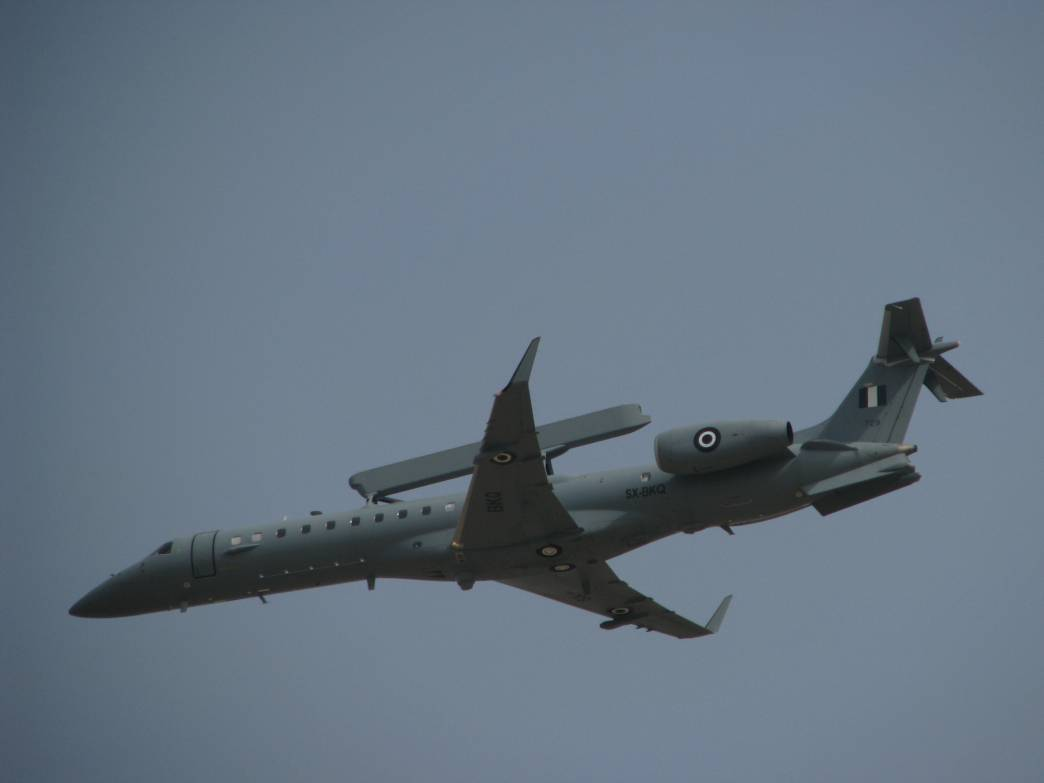
إمبراير إي آر جيه 145 of the 380 نظام الإنذار المبكر والتحكم Squadron during Tanagra Air Show.
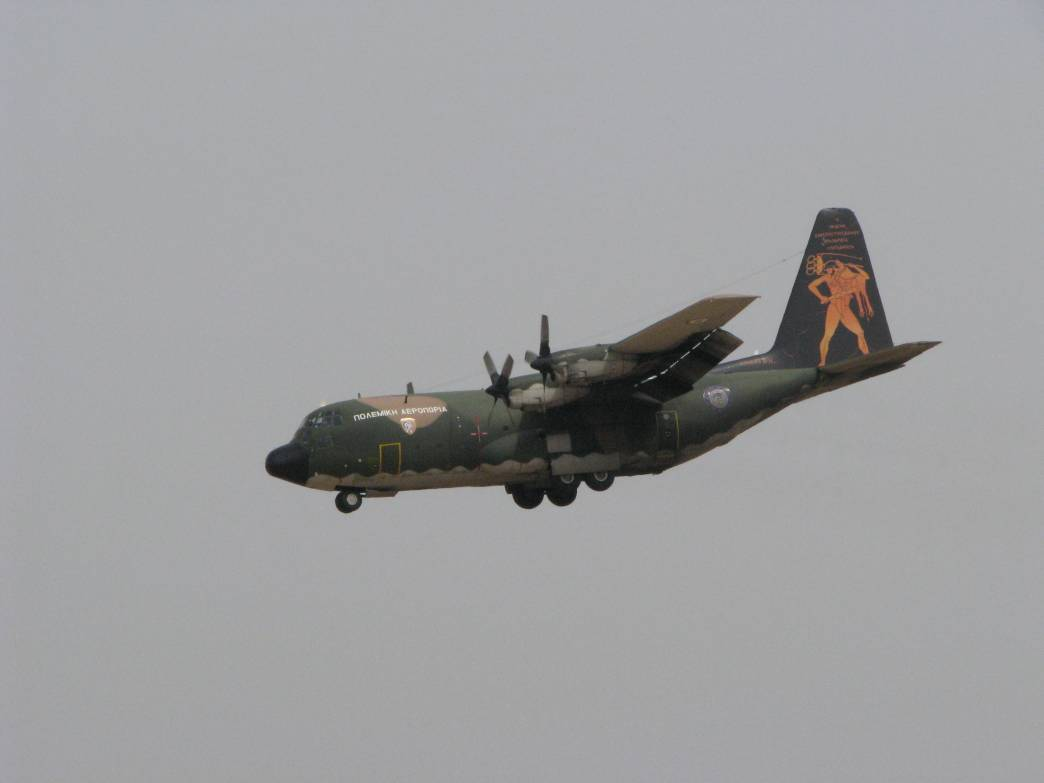
لوكهيد سي-130 هيركوليز of the 355 Squadron "هرقل (إله)" with special paint scheme.
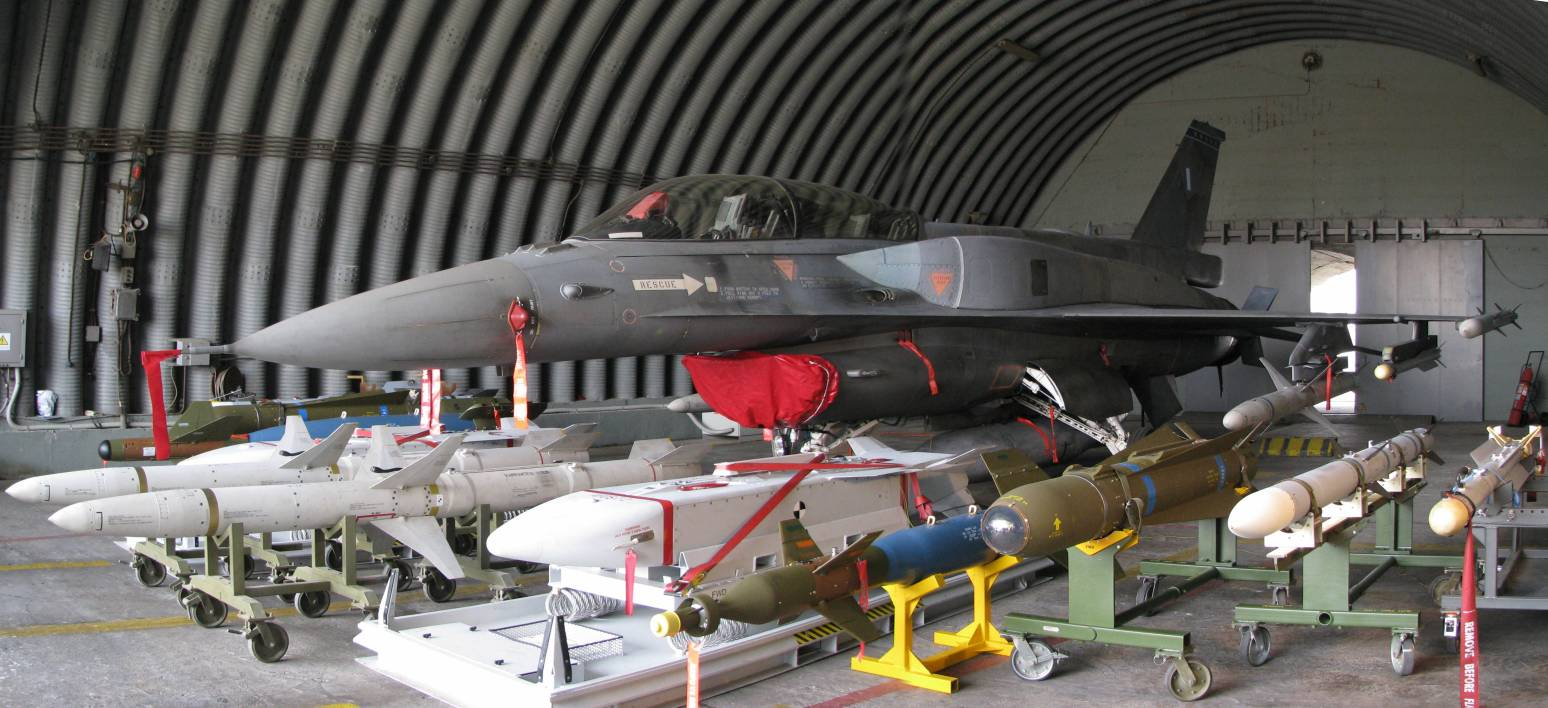
An جنرال دايناميكس إف-16 فايتينغ فالكون of the 343 Squadron "نجم" with خزان وقود امتثالي.
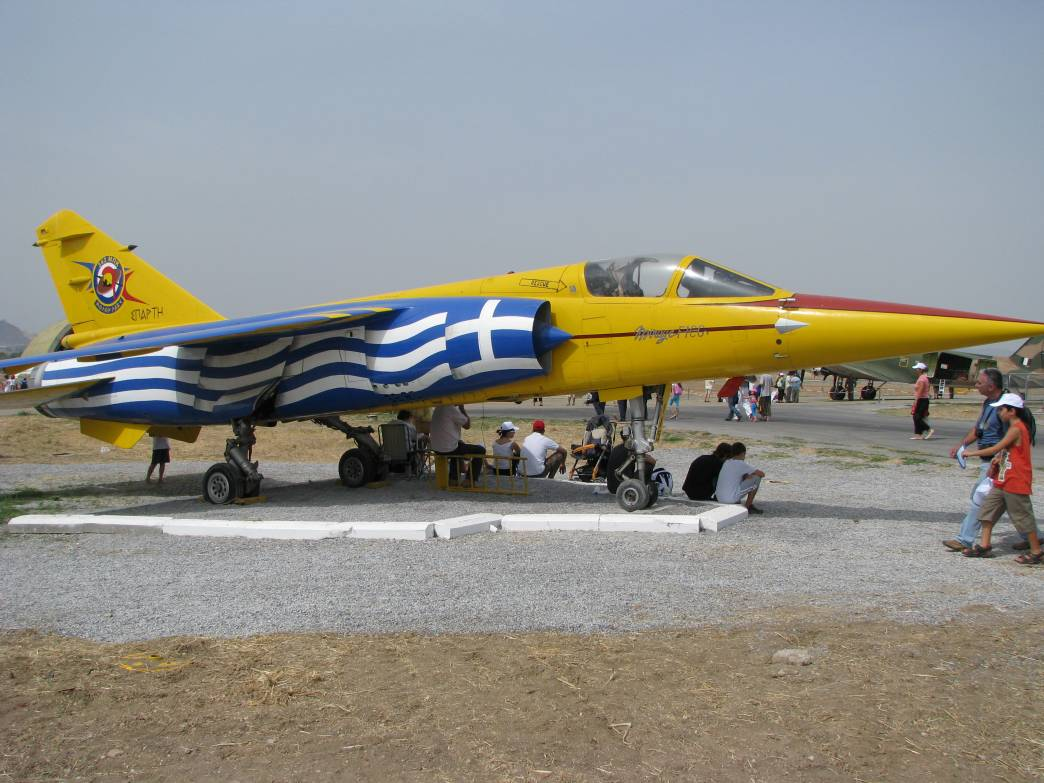
A Hellenic Air Force Dassault داسو ميراج إف1 displayed at the 2008 HAF air show, Tanagra airbase, Greece.

## المزيد من القراءة
- A. Tsagaratos (Editor): Hellenic Air Force Yearbook 2010/B, Special Projects, Athens, Greece, ISSN 1790-4102 (2011). Page 8 contains a summary Order of Battle and a summary aircraft inventory, as of December 2010.
- "World Military Aircraft Inventory", Aerospace Source Book 2007, Aviation Week & Space Technology, January 15, 2007
- The Library of Congress Country Studies, CIA World Factbook
- Greece – The Hellenic Air Force
- E. A. Pagotsis (2008). Hellenic Defence Review 2008–2009. Athens: Line Defence Public Ltd. ص. 128–159. {{استشهاد بكتاب}}: روابط خارجية في |ناشر= (مساعدة)
- Aircraft Inventory (Greek)

## وصلات خارجية
- Hellenic Air Force Official Website
- Minister of National Defence Website